# Đảng Dân chủ (Hoa Kỳ)
Đảng Dân chủ (tiếng Anh: Democratic Party), cùng với Đảng Cộng hòa, là một trong hai chính đảng lớn nhất tại Hoa Kỳ. Đảng Dân chủ, truy nguyên nguồn gốc của mình đến thời Thomas Jefferson vào đầu thập niên 1790, là đảng chính trị lâu đời nhất tại Hoa Kỳ, cũng là một trong số các chính đảng lâu đời nhất thế giới.
Là một trong hai chính đảng quan trọng tại Hoa Kỳ, Đảng Dân chủ, từ năm 1896, có khuynh hướng tự do hơn Đảng Cộng hòa. Bên trong Đảng Dân chủ tồn tại nhiều khuynh hướng khác nhau hơn so với những chính đảng quan trọng tại các quốc gia đã công nghiệp hóa khác, một phần là vì các chính đảng của người Mỹ thường không có đủ quyền lực để kiểm soát đảng viên của mình như các đảng chính trị tại nhiều nước khác, phần khác là vì hệ thống chính trị tại Hoa Kỳ không theo thể chế đại nghị.
Triết lý kinh tế khuynh tả của Franklin D. Roosevelt, có ảnh hưởng sâu đậm trên chủ nghĩa tiến bộ Mỹ, đã định hình nghị trình kinh tế của đảng kể từ năm 1932. Liên minh New Deal của Roosevelt thường xuyên kiểm soát Chính phủ liên bang mãi cho đến thập niên 1970. Những lý tưởng của Phong trào Dân quyền trong thập niên 1960, nhận được sự ủng hộ tích cực của đảng bất kể sự chống đối từ những đảng viên miền Nam vào lúc ấy, tiếp tục soi dẫn các nguyên tắc tự do của đảng.
Năm 2004, Đảng Dân chủ là chính đảng lớn nhất nước Mỹ, giành được sự ủng hộ của 72 triệu cử tri (42,6% của tổng số 169 triệu cử tri đăng ký). Kể từ cuộc tổng tuyển cử năm 2024, các nghị sĩ Đảng Dân chủ chiếm thiểu số trong Quốc hội khóa 119: chiếm thế thiểu số ở Viện Dân biểu, và cùng hai nghị sĩ độc lập, là thành phần thiểu số tại Thượng viện. Thiểu số thống đốc tiểu bang là đảng viên Dân chủ.

## Nền tảng ý thức hệ
Lập trường chủ đạo của Đảng Dân chủ kể từ thập niên 1930 vẫn được xem là có khuynh hướng tự do. Trên trường quốc tế, quan điểm của Đảng Dân chủ thường được xem là dân chủ xã hội vì chủ nghĩa tự do ở Mỹ có ý nghĩa khác với ở nước ngoài. Quan điểm chính trị của Đảng Dân chủ bắt nguồn từ phong trào tiến bộ ở Mỹ và từ hệ tư tưởng của những nhà trí thức như John Dewey.
Đảng Dân chủ ủng hộ quyền tự do dân sự, tự do xã hội, bình đẳng, cơ hội đồng đều, và hệ thống doanh nghiệp tự do được điều tiết bởi sự can thiệp của chính quyền. Đảng Dân chủ tin rằng chính quyền nên thủ giữ một vai trò trong nỗ lực giảm nghèo và xoá bỏ những bất công xã hội, ngay cả khi điều này có nghĩa là phải dành cho chính quyền nhiều quyền lực hơn cũng như phải tăng thuế để chi trả cho các dịch vụ xã hội.
Không dễ dàng gì để định nghĩa những nguyên tắc và giá trị của bất cứ đảng phái chính trị nào, và cũng không cần phải áp dụng chúng cho tất cả thành viên của đảng. Một số thành viên có thể bất đồng với một vài điều khoản hoặc nhiều hơn nữa trong cương lĩnh của đảng. Cương lĩnh đảng thường chỉ thể hiện quan điểm của đa số đại biểu đến dự đại hội cấp quốc gia và thường chịu ảnh hưởng sâu đậm bởi ứng viên tổng thống được đảng đề cử vào lúc ấy.

## Ý thức hệ và Bầu cử
Kể từ thập niên 1890, Đảng Dân chủ ủng hộ lập trường "tự do" (theo nghĩa tự do xã hội, không phải tự do cổ điển). Trong các cuộc thăm dò tại phòng phiếu, Đảng Dân chủ có sự ủng hộ rộng rãi từ các thành phần kinh tế, chủng tộc, xã hội khác nhau. Hậu thuẫn cho Đảng Dân chủ gồm có thành phần trung lưu học vấn cao chủ trương tiến bộ, cũng như tầng lớp công nhân có khuynh hướng xã hội bảo thủ. Đảng Dân chủ hiện là chính đảng lớn nhất Hoa Kỳ. Năm 2004, có gần 72 triệu (42,6%) người Mỹ đăng ký cho Đảng Dân chủ, so với 55 triệu (32,5%) cho Đảng Cộng hòa, và 42 triệu (24,8%) cho các ứng viên độc lập.
Trong lịch sử, đảng từng ủng hộ thành phần nông dân, người lao động, các nghiệp đoàn, các nhóm thiểu số sắc tộc và tôn giáo; đảng chống các doanh nghiệp và các định chế tài chính ngoài quy hoạch, và ủng hộ hệ thống thuế lũy tiến. Về ngoại giao, chủ nghĩa quốc tế là chủ đề thống trị từ năm 1913 đến giữa thập niên 1960. Từ thập niên 1930 Đảng Dân chủ khởi sự vận động cho các chương trình phúc lợi hỗ trợ người nghèo. Trong đảng cũng có cánh ủng hộ doanh nghiệp, nhưng cánh này bị thu hẹp dần trong thập niên 1930, còn cánh bảo thủ miền Nam cũng mất dần ảnh hưởng sau khi Tổng thống Lyndon B. Johnson ủng hộ Đạo luật Dân quyền năm 1964. Các nghiệp đoàn có ảnh hưởng lớn trên thành phần tự do (đỉnh điểm là thời kỳ 1936-52). Trong khi đó, ảnh hưởng của cộng đồng người Mỹ gốc Phi tăng dần kể từ thập niên 1960. Từ thập niên 1970, những người chủ trương bảo vệ môi trường cấu thành một nhóm quan trọng bên trong đảng.
Trong những thập niên gần đây, đảng chấp nhận một nghị trình chủ trương trung tả về kinh tế và tiến bộ về xã hội, khiến thành phần cử tri ủng hộ cũng thay đổi đáng kể. Từng được hậu thuẫn bởi đông đảo cử tri thuộc các nghiệp đoàn và giai tầng công nhân, nay đảng dựa vào thành phần tiến bộ xã hội có học thức với lợi tức trên mức trung bình, và tầng lớp lao động có chủ trương bảo thủ trong các vấn đề xã hội. Ngày nay, đảng viên Dân chủ vận động thêm quyền tự do xã hội, chương trình bảo trợ các sắc dân thiểu số (affirmative action), cân đối ngân sách, và hệ thống doanh nghiệp tự do có sự can thiệp của chính phủ khi cần thiết. Quyết sách kinh tế của đảng thực hiện bởi chính phủ Clinton được mệnh danh "Lập trường Trung dung" (Third Way). Đảng Dân chủ tin rằng chính quyền nên thủ giữ một vai trò trong nỗ lực giảm nghèo và xoá bỏ những bất công xã hội, ngay cả khi điều này có nghĩa là phải dành cho chính quyền nhiều quyền lực hơn cũng như phải tăng thuế để chi trả cho các dịch vụ xã hội. Khảo sát của hãng Gallup vào tháng 8/2018 cho thấy 57% số người theo Đảng Dân chủ thích chủ nghĩa xã hội. Các nhóm theo chủ nghĩa xã hội và dân chủ xã hội hầu như đều gia nhập Đảng Dân chủ tạo thành cánh tả của đảng này.
Đảng Dân chủ, từng là lực lượng thống trị vùng Đông Nam nước Mỹ, nay hoạt động mạnh ở vùng Đông Bắc (Trung Đại Tây Dương và New England), vùng Ngũ Đại Hồ, cũng như bờ biển Thái Bình Dương, kể cả Hawaii. Đảng Dân chủ cũng có nhiều ảnh hưởng tại các thành phố lớn.

## Ý thức hệ
Với 72 triệu thành viên đăng ký, Đảng Dân chủ là một cấu trúc đa dạng về ý thức hệ, trong đó thành phần tiến bộ (progressive) chiếm đa số, cũng là nhóm đảng viên có nhiều ảnh hưởng nhất trong đảng.

### Tiến bộ
Những thành viên có khuynh hướng tự do xã hội, còn gọi là thành phần tiến bộ hoặc tự do hiện đại, chiếm đa số, khoảng 45,6%, trong tổng số phiếu bầu cho Đảng Đảng chủ. Theo Pew Research Center, thành phần tự do chiếm 19% tổng số phiếu bầu với 92% cử tri Mỹ có khuynh hướng tự do ủng hộ Đảng Dân chủ. Những người có nghề nghiệp chyên môn đã tốt nghiệp đại học từng ủng hộ Đảng Cộng hòa mãi cho đến thập niên 1950 nay là thành phần nòng cốt của Đảng Dân chủ. Đa số những người chủ trương tự do ủng hộ việc sử dụng các đối sách ngoại giao thay vì các biện pháp quân sự, việc nghiên cứu tế bào gốc, hợp pháp hóa hôn nhân đồng tính, chính quyền thế tục, kiểm soát súng chặt chẽ hơn, các luật lệ bảo vệ môi trường, cũng như bảo vệ quyền phá thai. Họ có quan điểm tích cực về tình trạng nhập cư và đa dạng văn hóa, nhưng phân hóa về các thỏa ước và tổ chức thương mại như NAFTA. Phần lớn chống đối việc gia tăng quân sự và trưng bày Mười Điều răn tại các tòa nhà công cộng.
Theo Pew Research Center, có 41% những người hậu thuẫn Đảng Dân chủ sống trong những ngôi nhà dành cho giới giàu có, 49% đã tốt nghiệp đại học, tỷ lệ cao nhất trong các thành phần dân số, có tỷ lệ gia tăng nhanh nhất từ cuối thập niên 1990 đến đầu thập niên 2000. Cánh tự do chiếm phần lớn giới trí thức, và đông đảo người thuộc tầng lớp chuyên nghiệp.

### Tự do Dân sự
Những người ủng hộ quyền tự do dân sự thường hậu thuẫn Đảng Dân chủ do lập trường của đảng về các vấn đề như dân quyền, và sự phân lập giữa giáo hội và nhà nước tương đồng với họ hơn quan điểm của Đảng Cộng hòa, mặt khác nghị trình kinh tế của Đảng Dân chủ thu hút họ hơn nghị trình của Đảng Tự do. Những người này chống việc kiểm soát súng, bảo hộ mậu dịch, ưu đãi doanh nghiệp, nợ chính phủ, và chính sách ngoại giao can thiệp. 

### Bảo thủ
Tại Viện Dân biểu, những đảng viên Dân chủ Blue Dog, một nhóm có chủ trương ôn hòa và bảo thủ về các vấn đề tài chính và xã hội, chủ yếu là người miền Nam, cấu thành cánh bảo thủ trong Đảng Dân chủ. Là một khối bầu phiếu đồng thuận, mới kết nạp thêm 40 thành viên giúp họ có khả năng làm thay đổi kết quả bầu phiếu và mở những cuộc thương thuyết với lãnh đạo Đảng Cộng hòa. Những đảng viên Dân chủ ủng hộ việc chống phá thai đôi khi tự nhận mình là bảo thủ dựa trên lập trường bảo thủ về các vấn đề xã hội.

### Trung dung
Mặc dù còn có nhiều quan điểm khác biệt trong cánh trung dung của Đảng Dân chủ, những người này cố thúc đẩy một thái độ hòa hợp về các lý tưởng chính trị. So với các nhóm khác trong đảng, cánh trung dung có quan điểm tích cực hơn về việc sử dụng quân lực, ngay cả trong chiến tranh Iraq, muốn cắt giảm phúc lợi, như được thể hiện qua việc họ ủng hộ các kế hoạch cải cách phúc lợi và cắt giảm thuế. Là một trong những thành phần có ảnh hưởng lớn nhất trong Hội đồng Lãnh đạo Dân chủ (Democratic Leadership Council - DLC), một tổ chức phi vụ lợi cổ xúy lập trường trung dung trong đảng. DLC hoan nghênh Tổng thống Bill Clinton và xem chính phủ của ông như là một chứng cứ sinh động cho lập trường trung dung, và là một thành quả của DLC. Cựu Dân biểu Harold Ford, Jr. (Tennessee) hiện là chủ tịch DLC.

## Tầng lớp Chuyên môn
Từ năm 2000, thành phần có nghề nghiệp chuyên môn, là những người đã tốt nghiệp đại học đang làm những công việc liên quan đến lĩnh vực tri thức, với một đa số vừa đủ, ủng hộ Đảng Dân chủ. Từ năm 1988 đến 2000, tầng lớp này hậu thuẫn cho Đảng Dân chủ với tỷ lệ cách biệt là 12%. Từng là hậu cứ vững chắc cho Đảng Cộng hòa, nay thành phần có nghề nghiệp chuyên môn phân rẽ ra để ủng hộ cả hai đảng, thuận lợi hơn cho Đảng Dân chủ. Sự hậu thuẫn ngày càng gia tăng dành cho các ứng viên Dân chủ có thể do ảnh hưởng ngày càng lớn của các giá trị xã hội theo khuynh hướng tiến bộ trong tầng lớp chuyên môn.
| “ | Thành phần có nghề nghiệp chuyên môn, là những người đã tốt nghiệp đại học, chuyên tạo ra các ý tưởng và các loại hình dịch vụ, từng là những đảng viên Cộng hòa kiên định có mặt trong mọi nghề nghiệp... ngày này phần lớn làm việc trong bộ máy hành chính và các tập đoàn kinh tế hơn là làm chủ doanh nghiệp. Họ chịu ảnh hưởng sâu đậm từ các phong trào bảo vệ môi trường, dân quyền, và nữ quyền – bắt đầu bỏ phiếu cho Đảng Dân chủ. Trong bốn kỳ bầu cử từ năm 1998 đến 2000, tỷ lệ ủng hộ Đảng Dân chủ trong giới này trung bình là 52% so với 40% (cho Đảng Cộng hòa) - John B. Judis và Ruy Teixeira, The American Prospect, 19 tháng 6 năm 2007 | ” |

Một cuộc khảo sát cho thấy "sinh viên y khoa Mỹ có quan điểm chính trị tiến bộ hơn nhiều so với giới trẻ Mỹ. Các thầy thuốc tương lai này tỏ ra dễ dàng chấp nhận các thông điệp tiến bộ hơn. Khuynh hướng chính trị của họ có thể có ảnh hưởng sâu sắc trên thái độ của họ đối với hệ thống y tế." Cũng có những kết quả tương tự đối với các giáo sư đại học và các kinh tế gia, là những người mạnh mẽ ủng hộ chủ nghĩa tự do và Đảng Dân chủ hơn những nhóm nghề nghiệp khác.

### Kinh tế gia
Các nhà kinh tế học Mỹ là những người mạnh mẽ ủng hộ Đảng Dân chủ, quan điểm của họ thường phù hợp với các thông điệp đến từ diễn đàn Đảng Dân chủ. Một đa số lớn, 63%, tự nhận mình là có lập trường tiến bộ, chỉ chưa đến 20% nhận mình là bảo thủ hoặc tự do. Theo một cuộc khảo sát năm 2004, trong số 1 000 kinh tế gia người Mỹ, tỷ lệ đăng ký cho Đảng Dân chủ và Cộng hòa là 2,5 – 1. Phần lớn các nhà kinh tế học ủng hộ "các quy định về an toàn, kiểm soát súng, tái phân phối tài nguyên, trường công lập, và luật chống kỳ thị," và chống "các biện pháp kiểm soát người nhập cư nghiêm nhặt hơn, các doanh nghiệp có chủ sở hữu là nhà nước, và thuế quan." Những cuộc khảo sát khác chỉ ra rằng trong thành phần có nghề nghiệp chuyên môn, con số đảng viên Dân chủ vượt quá đảng viên Cộng hòa với tỷ lệ 2,8 – 1. Một nghiên cứu của Tạp chí Southern Economic cho thấy "71% kinh tế gia Mỹ tin rằng việc phân phối lợi tức tại Hoa Kỳ cần phải công bằng hơn, và 81% cảm thấy cần phải xem việc tái phân phối lợi tức là một chức năng hợp pháp của chính quyền.""

### Giới Trí thức
Giới khoa bảng, trí thức, và các thành phần học thức chiếm tỷ lệ quan trọng trong số các cử tri bỏ phiếu cho Đảng Dân chủ. Đặc biệt là giới khoa bảng bị thu hút mạnh bởi các quan điểm tiến bộ. Một cuộc khảo sát năm 2005 cho thấy gần 72% thành phần giảng dạy đại học tự nhận mình là tiến bộ, chỉ có 15% nhận mình là bảo thủ. Các chuyên ngành khoa học xã hội và nhân văn có khuynh hướng tự do nhất, trong khi ngành kinh doanh là bảo thủ nhất. Các giáo sư nam giới và những trí thức làm việc tại các học viện danh tiếng là những người có khuynh hướng tự do nhất. Một cuộc khảo sát khác của UCLA tiến hành năm 2001-2002 cho thấy có 47,6% giáo sư nhận mình là tự do, 34,4% ôn hòa, và 18% bảo thủ. Tỷ lệ các giáo sư nhận mình có khynh hướng tự do là từ 49% trong chuyên ngành kinh doanh đến hơn 80% ngành khoa học chính trị và nhân văn. Tuy nhiên, theo một số nhà khoa học xã hội như Brett O'Bannon thuộc Đại học DePawn, quan điểm tự do của các giáo sư xem ra chẳng có mấy ảnh hưởng, nếu không nói là không có, trên lập trường chính trị của các sinh viên.

## Giới trẻ
Theo các nghiên cứu gần đây, phần lớn giới trẻ muốn bầu phiếu cho các ứng viên Dân chủ. Trong các kỳ tuyển cử từ năm 1992, nhiều người trẻ tuổi thích tự nhận mình là tiến bộ hơn các thành phần còn lại của dân số Hoa Kỳ. Trong cuộc bầu cử tổng thống năm 2004, ứng viên Đảng Dân chủ, John Kerry, nhận 54% phiếu bầu của nhóm tuổi 18-29, trong khi tỷ lệ này dành George W. Bush là 45%. Trong cuộc bầu cử giữa kỳ, các ứng viên Dân chủ được 60% số phiếu bầu của nhóm tuổi nói trên, và các ứng viên Cộng hòa chỉ có 38%. Các cuộc thăm dò chỉ ra rằng cử tri càng nhỏ tuổi càng có quan điểm tự do, nhất là đối với các vấn đề như hôn nhân đồng tính, và chăm sóc sức khỏe phổ quát, với 58% bỏ phiếu cho Đảng Dân chủ trong năm 2008.

## Lao động
Từ thập niên 1930, các tổ chức nghiệp đoàn là thành phần thu hút nhiều sự chỉ trích thuộc liên minh Đảng Dân chủ. Các nghiệp đoàn cung cấp tài chính, các tổ chức chính trị cơ sở, và số lượng lớn cử tri bỏ phiếu cho đảng. Song, trong nửa thế kỷ qua số lượng thành viên nghiệp đoàn sút giảm mạnh, trong khi khoảng cách giữa tỷ lệ thành viên trong khu vực công và khu vực tư tăng nhanh. Ba tổ chức nghiệp đoàn có ảnh hưởng trong Đảng Dân chủ là AFL-CIO, Liên đoàn Change to Win, và National Education Association (Hiệp hội Giáo dục Quốc gia). AFL-CIO và Change to Win đều xem việc vận động thông qua Đạo luật Employee Free Choice là ưu tiên hàng đầu trong năm 2007. Những vấn đề khác mà các nghiệp đoàn quan tâm là chính sách công nghiệp (trong đó có chế độ bảo hộ mậu dịch) nhằm duy trì việc làm cho đoàn viên trong công nghiệp chế tạo, nâng cao mức lương tối thiểu, và phát triển các chương trình xã hội như an sinh xã hội, và chăm sóc sức khỏe phổ quát.

### Tầng lớp Lao động
Dù đã mất nhiều sức mạnh chính trị từ sự suy vi của các tổ chức nghiệp đoàn, tầng lớp lao động Mỹ vẫn là thành lũy của Đảng Dân chủ, và tiếp tục là thành phần cơ bản của lực lượng cử tri ủng hộ đảng. Ngày nay, có đến một phần ba công chúng Mỹ thuộc thành phần lao động, với khoảng 52% hoặc thuộc tầng lớp lao động hoặc thuộc nhóm người có thu nhập thấp. Thường thì đặc điểm để phân biệt tầng lớp lao động là họ có việc làm ổn định và có qui củ. Do đó, thành phần chính của giai tầng này là các nhân viên văn phòng và công nhân xí nghiệp. Ngay cả khi phần lớn những người thuộc tầng lớp lao động được hưởng mức sống tương xứng, sự bất ổn kinh tế và những phúc lợi từ mạng lưới an sinh xã hội khiến những người này chấp nhận quan điểm trung tả đối với các vấn đề kinh tế. Tuy nhiên, do lập trường bảo thủ về các vấn đề xã hội, tầng lớp lao động vẫn duy trì sự khác biệt về quan điểm đối với những người chủ trương tiến bộ. Những người thuộc giai tầng lao động thường mộ đạo hơn, và thường đến từ một cộng đồng sắc tộc thiểu số. Trình độ học vấn và thu nhập của những đảng viên Dân chủ lạc hậu và bảo thủ này thuộc vào hạng thấp nhất trên bản đồ phân bổ dân số theo ý thức hệ. Đến năm 2005, chỉ có 15% có bằng đại học so với 49% những người tiến bộ, và 27% mức trung bình cả nước. Tính chung, những người này chiếm 54% tổng số cử tri bỏ phiếu cho Đảng Dân chủ. Ảnh hưởng quan trọng của cử tri thuộc tầng lớp lao động thể hiện trên các cuộc thăm dò tại phòng phiếu thực hiện bởi CNN chỉ ra rằng đa số phiếu của những người ít học và thu nhập thấp đều dồn cho các ứng viên Đảng Dân chủ.

## Dân tộc Thiểu số
Một thành phần đông đảo thuộc tổng số cử tri bỏ phiếu cho Đảng Dân chủ thuộc các sắc dân thiểu số. Lập trường của Đảng Dân chủ về chính sách ưu đãi người thiểu số (affirmative action), phúc lợi dành cho người thất nghiệp và thu nhập thấp, nghiệp đoàn, và chính sách nhập cư có sức thu hút lớn đối với nhiều sắc dân thiểu số đang sinh sống trên đất Mỹ.

### Người Mỹ gốc Phi
Kể từ lúc chấm dứt cuộc nội chiến, người Mỹ gốc Phi ủng hộ Đảng Cộng hòa. Tuy nhiên, đến thập niên 1930 họ quay sang bỏ phiếu cho Đảng Dân chủ khi Franklin D. Roosevelt tiến hành chương trình New Deal dành nhiều hỗ trợ kinh tế cho các cộng đồng thiểu số, trong đó có người Mỹ gốc Phi và người nói tiếng Tây Ban Nha (Hispanic). Sự ủng hộ của các tổng thống Dân chủ John F. Kennedy và Lyndon B. Johnson dành cho Phong trào Dân quyền trong thập niên 1960 mang về cho Đảng Dân chủ sự hậu thuẫn rộng lớn hơn từ cộng đồng người Mỹ gốc Phi, mặc dù sự ủng hộ này, được xem như là thái độ thù nghịch đối với cư dân da trắng miền Nam, đã dẫn đến sự phân hóa bên trong các chính đảng Hoa Kỳ, những người tiến bộ nhất đến với Đảng Dân chủ, và những người bảo thủ nhất gia nhập Đảng Cộng hòa. Thêm vào đó là các di dân đến từ Caribbean và châu Phi, khi đến phòng phiếu họ đều chọn các ứng viên Dân chủ.

### Hispanic
Các sắc dân nói tiếng Tây Ban Nha (Hispanic), nhất là người Mỹ gốc Mexico và gốc Salvador sinh sống ở miền Nam, cùng với đông đảo người Puerto Rico và Dominica ở vùng Đông Bắc, là lực lượng hậu thuẫn cho Đảng Dân chủ. Họ mạnh mẽ ủng hộ lập trường tiến bộ về chính sách nhập cư. Trong kỳ bầu cử tổng thống năm 1996, Tổng thống Dân chủ Bill Clinton nhận 72% phiếu bầu của các sắc dân Hispanic. Tuy nhiên, kể từ đó Đảng Cộng hòa bắt đầu giành được sự ủng hộ ngày càng tăng của cộng đồng Hispanic, nhất là những tín hữu Kháng Cách và Ngũ Tuần trong cộng đồng này. Với quan điểm tiến bộ hơn về chính sách nhập cư, George W. Bush là tổng thống Cộng hòa đầu tiên giành được 40% phiếu bầu của người Hispanic. Dù vậy, trong cuộc bầu cử giữa kỳ năm 2006, sự hậu thuẫn của cộng đồng Hispanic dành cho Đảng Cộng hòa đã suy giảm, từ 44% xuống còn 30%, trong khi đó tỷ lệ này dành cho các ứng viên Dân chủ từ 55% năm 2004 lên đến 69% năm 2006. Trong khi người Mỹ gốc Cuba vẫn tiếp tục kiên định lòng trung thành với Đảng Cộng hòa, thì các sắc dân México, Puerto Rico, Dominica, Trung Mỹ, và Nam Mỹ thích bỏ phiếu cho các ứng viên Dân chủ hơn.

### Người Mỹ gốc Á
Đảng Dân chủ giành được sự ủng hộ đáng kể từ cộng đồng người Mỹ gốc Á. Cộng đồng này tương đối nhỏ nhưng ngày càng phát triển. Người Mỹ gốc Á thường dành phiếu bầu cho Đảng Cộng hòa mãi cho đến cuộc bầu cử tổng thống năm 1992, George H. W. Bush nhận 55% phiếu của các sắc dân châu Á, so với 31% cho Bill Clinton, và 15% cho Ross Perot. Tuy vậy, kể từ năm 1996, Đảng Dân chủ thành công hơn với người châu Á, đến năm 2006 62% cử tri Mỹ gốc Á bỏ phiếu cho Đảng Dân chủ. Nguyên do là từ sự thay đổi cấu trúc dân số trong cộng đồng người Mỹ gốc Á, khi số người gốc Hoa và gốc Ấn học thức ngày càng tăng, họ là những người có lập trường trung tả về kinh tế và tiến bộ về xã hội. Hầu hết công dân gốc Việt và gốc Philippines vẫn tiếp tục dồn phiếu cho các ứng viên Cộng hòa (dù với tỷ lệ giảm dần), trong khi người gốc Hoa, Nam Á, Hàn, Nhật, Đông Nam Á không tính Việt Nam (nhất là những sắc dân Hmong, Campuchia, Lào), và cư dân đến từ các đảo trên Thái Bình Dương đều bầu cho Đảng Dân chủ. Còn các cử tri trẻ tuổi (từ 18-30 tuổi) thuộc tất cả sắc dân châu Á đều có khuynh hướng ủng hộ Đảng Dân chủ trong các kỳ tuyển cử.

### Các sắc dân khác
Đảng Dân chủ có được sự ủng hộ mạnh mẽ của người thổ dân Mỹ, nhất là ở các bang Arizona, New Mexico, Montana, North Dakota, South Dakota, Washington, Alaska, Minnesota, Wisconsin, và North Carolina.
Cộng đồng Do Thái cũng là hậu cứ vững chắc của Đảng Dân chủ, với hơn 70% phiếu bầu dành cho các ứng viên Dân chủ trong các kỳ bầu cử năm 2004 và 2006.
Kể từ lúc xảy ra chiến tranh Iraq, cộng đồng Ả Rập và người Hồi giáo, vẫn có truyền thống ủng hộ Đảng Cộng hòa, quay sang dồn phiếu cho Đảng Dân chủ.

## Lập trường

### Ngân sách
Đảng Dân chủ tin rằng mức thâm hụt ngân sách to lớn sẽ cản trở tăng trưởng kinh tế, dẫn đến sự bất ổn thị trường và bị buộc hoặc phải cắt giảm các loại dịch vụ công hoặc tìm kiếm nguồn thu mới, thường là tăng thuế. Đảng Dân chủ chống chủ trương chi tiêu đến độ thâm hụt ngân sách.
Nhìn chung, Đảng Dân chủ ủng hộ hệ thống thuế có tác dụng cung cấp nhiều dịch vụ hơn đồng thời giảm thiểu các bất công. Hiện họ đang cố đảo ngược chương trình của chính phủ Bush giảm thuế cho thành phần giàu nhất, trong khi vẫn giữ nguyên mức thuế cho giới trung lưu. Đại thể, các đảng viên Dân chủ hậu thuẫn chủ trương cho rằng chính phủ cần chi tiêu nhiều hơn cho các loại hình dịch vụ xã hội, mà cắt giảm các chi tiêu quốc phòng. Họ chống đối việc cắt giảm các dịch vụ xã hội như an sinh xã hội, Medicare, Mecicaid, và các chương trình phúc lợi khác, vì tin rằng những cắt giảm này sẽ làm gia tăng sự bất công xã hội.

### Chăm sóc Sức khỏe và Bảo hiểm
Đảng Dân chủ vận động cho "mạng lưới chăm sóc sức khỏe chất lượng cao và đến với mọi người", nhiều người ủng hộ việc mở rộng sự can thiệp của chính phủ vào lĩnh vực này. Họ kêu gọi thực hiện hệ thống bảo hiểm sức khỏe quốc gia, và mạng lưới chăm sóc sức khỏe phổ cập dưới nhiều hình hức khác nhau, nhằm đáp ứng tình trạng tăng giá các loại hình bảo hiểm sức khỏe hiện nay. Một số đảng viên Dân chủ như Dân biểu John Dingell và Thượng nghị sĩ Edward Kennedy vận động cho chương trình "Chăm sóc Sức khỏe cho Mọi người."

### Đạo luật USA PATRIOT
Tất cả thượng nghị sĩ Dân chủ ngoại trừ Russ Feingold đều bỏ phiếu thông qua Đạo luật USA PATRIOT (Uniting and Strengthening America by Providing Appropriate Tools Required to Intercept and Obstruct Terrorism – Thống nhất và Củng cố nước Mỹ bằng cách Cung ứng những Phương tiện Thích ứng Cần có để Ngăn chặn Khủng bố). Sau khi bày tỏ lo ngại về việc "xâm phạm vào đời tư" và các hạn chế tự do dân sự khác của đạo luật, Đảng Dân chủ bị phân hóa khi đạo luật này được gia hạn năm 2006. Hầu hết thượng nghị sĩ đều bỏ phiếu đồng ý gia hạn đạo luật trong khi hầu hết dân biểu bỏ phiếu chống.

### Hôn nhân Đồng tính
Xảy ra phân hóa trong Đảng Dân chủ về vấn đề hôn nhân đồng tính. Một số đảng viên ủng hộ tình trạng kết hợp dân sự (civil union) cho các cặp đồng tính, những người khác có chủ trương hợp pháp hóa hôn nhân đồng tính, trong khi nhiều người khác chống đối dựa trên những luận điểm tôn giáo. Tuy nhiên, đa số đều cho rằng kỳ thị người khác vì thiên hướng tình dục của họ là sai trái.

### Quyền Riêng tư cá nhân
Đảng Dân chủ tin rằng mỗi cá nhân có quyền riêng tư, đảng ủng hộ luật lệ nhằm áp đặt những hạn chế trên các cơ quan thi hành pháp luật và các đơn vị tình báo khi theo dõi công dân Mỹ. Một số viên chức đảng đấu tranh nhằm thiết lập luật lệ bảo vệ người tiêu dùng, hạn chế việc trao đổi dữ liệu về người tiêu dùng giữa các công ty.

### Quyền Sinh sản
Đảng Dân chủ tin rằng tất cả phụ nữ có quyền tiếp cận với các biện pháp tránh thai, họ ủng hộ việc sử dụng ngân sách trợ giúp tránh thai cho phụ nữ nghèo. Trên diễn đàn của đảng năm 2000 và 2004, họ ủng hộ việc phá thai "an toàn, hợp pháp và hạn chế" – nghĩa là hợp pháp hóa phá thai bằng cách huỷ bỏ những luật lệ cho phép chính phủ can thiệp vào quyết định phá thai, đồng thời giảm thiểu số lượng ca phá thai bằng cách quảng bá kiến thức về sinh sản và ngừa thai, cũng như khuyến khích việc nhận con nuôi.
Đảng Dân chủ chống lại những nỗ lực nhằm đảo ngược phán quyết Roe kiện Wade (Roe v. Wade) năm 1973 của Tối cao Pháp viện công nhận quyền phá thai. Xem đây là thuộc lĩnh vực của quyền tự do cá nhân và bình đẳng giới tính, nhiều thành viên Đảng Dân chủ tin rằng tất cả phụ nữ có quyền chọn lựa mà không có sự can thiêp của chính quyền. Họ tin rằng mỗi phụ nữ, với sự tra vấn lương tâm, có quyền quyết định xem phá thai là hành vi có phù hợp với đạo đức hay không. Nhiều người Dân chủ tin rằng phụ nữ nghèo nên được chính phủ trợ giúp để phá thai.
Đa số thành viên Đảng Dân chủ theo đuổi lập trường trung dung. Họ tin tưởng các chương trình nỗ lực giảm thiểu số lượng ca phá thai đồng thời bảo đảm phá thai là hợp pháp. Đầu năm 2005, Thượng nghị sĩ Hillary Clinton nói rằng các phe đối nghịch nên tìm ra một "nền tảng chung" để ngăn chặn những trường hợp mang thai ngoài ý muốn hầu có thể giảm thiểu số ca phá thai mà bà gọi là "những lựa chọn đau buồn và bi thảm đối với nhiều, rất nhiều phụ nữ".

### Kiểm soát Tội phạm và Vũ khí
Đảng Dân chủ tập chú vào các phương pháp ngăn ngừa tội phạm, tin rằng các biện pháp ngăn ngừa sẽ tiết kiệm tiền thuế do người dân đóng góp, được dùng để chi trả cho lực lượng cảnh sát và chi phí y tế, cũng như ngăn chặn được các vụ sát nhân. Họ nhấn mạnh đến biện pháp cải thiện hệ thống cảnh sát cộng đồng và nâng cao trình độ nghiệp vụ cho cảnh sát đang thi hành nhiệm vụ, hầu có thể đạt được mục tiêu này. Cương lĩnh của đảng cũng đề cập đến nạn bạo hành gia đình, kêu gọi ban hành luật lệ nghiêm khắc trừng phạt người vi phạm và bảo vệ nạn nhân.
Trong mục tiêu giảm thiểu tội phạm và các vụ sát nhân, trong một trăm năm qua, Đảng Dân chủ đã đưa ra các biện pháp kiểm soát vũ khí, đáng kể nhất là Đạo luật Giải giáp Quốc gia năm 1934 và Đạo luật Kiểm soát Vũ khí năm 1939 (ký ban hành bởi Tổng thống Franklin D. Roosevelt), Đạo luật Kiểm soát súng năm 1968 (đệ trình bởi Thượng nghị sĩ Christopher Dodd với sự hậu thuẫn của Thượng nghị sĩ Edward Kennedy), Dự luật Brady năm 1993 và Đạo luật Kiểm soát Tội phạm năm 1994 (ký ban hành bởi Tổng thống Bill Clinton). Dù vậy, nhiều thành viên Đảng Dân chủ, nhất là ở thôn quê, miền Nam và miền Tây không mặn mà gì với các biện pháp hạn chế sở hữu vũ khí.

### Kỳ thị
Đảng Dân chủ ủng hộ quyền Bình đẳng trong Cơ hội cho tất cả người dân Mỹ không phân biệt giới tính, tuổi tác, chủng tộc, khuynh hướng tình dục, tôn giáo, tín ngưỡng hoặc nguồn gốc chủng tộc.

### Chăm sóc Sức khoẻ và Bảo hiểm
Đảng Dân chủ vận động cho chính sách "chăm sóc sức khoẻ cho mọi người", nhiều người ủng hộ biện pháp mở rộng sự can thiệp của chính phủ vào lĩnh vực này. Nhiều thành viên Đảng Dân chủ ủng hộ hệ thống chăm sóc sức khoẻ quốc gia với nhiều loại hình khác nhau nhằm đáp ứng chi phí bảo hiểm sức khoẻ ngày càng tăng cao. Năm 1951, Tổng thống Harry S. Truman trình bày đề án bảo hiểm sức khoẻ quốc gia như là một phần trong chương trình Fair Deal của ông, dù đề án này đã bị đánh bại bởi Hiệp hội Y tế Mỹ. Gần đây, Thượng nghị sĩ Edward Kennedy vận động cho chương trình "Chăm sóc Y tế cho mọi người".
Năm 2004, John Kerry khẳng định sự hậu thuẫn của ông dành cho chủ trương chính phủ liên bang cấp ngân quỹ cho các công trình nghiên cứu tế bào gốc, thực hiện theo những "hướng dẫn nghiêm nhặt nhất". Ông giải thích "Chúng ta không thể bỏ qua cơ hội cứu sống sinh mạng và giảm bớt nỗi đau của con người".
Đảng Dân chủ hậu thuẫn chính sách ưu đãi dành cho thành phần thiểu số (affirmative action) như là một cách sửa chữa sự kỳ thị trong quá khứ và bảo đảm sự tuyển dụng công bằng mà không phận biệt chủng tộc hay giới tính, nhưng chống lại việc sử dụng định mức (quota) trong thuê mướn nhân công. Đảng Dân chủ mạnh mẽ ủng hộ Đạo luật Người Mỹ với người Khuyết tật nhằm cấm đoán sự kỳ thị đối với người khác dựa trên sự khiếm khuyết về thể chất hoặc trí tuệ.

### Môi trường
Quan điểm của Đảng Dân chủ về môi trường là sức khỏe của các gia đình và sức mạnh của nền kinh tế phụ thuộc vào khả năng bảo vệ môi trường sống. Họ cam kết tranh đấu để tăng cường luật lệ bảo đảm cho người dân không khí trong lành để thở, và nước sạch để uống. Họ tin rằng chính sách năng lượng thích hợp sẽ là chìa khóa cho sự phát triển kinh tế, an ninh quốc gia, và môi trường trong lành.
Mối quan tâm lớn nhất của các đảng viên Dân chủ trong lĩnh vực môi trường là tình trạng hâm nóng toàn cầu, nổi bật nhất là cựu Phó Tổng thống Al Gore, người đang vận động thông qua các luật lệ hạn chế khí thải nhà kính. Ngày 15 tháng 10 năm 2007, Gore được trao Giải Nobel Hòa bình vì những nỗ lực xây dựng sự nhận thức về sự biến đổi khí hậu do con người gây ra, cũng như lập nền cho các biện pháp cần thiết nhằm đối phó với chúng. Ông khẳng định, "sự khủng hoảng khí hậu không phải là một vấn đề chính trị, nó là một thách thức tâm linh và đạo đức đối với toàn thể nhân loại."

## Tên và Biểu tượng
Từ những năm 1790, đảng Liên bang (Federalist) đã sử dụng tên "Đảng Dân chủ" như một sự sỉ nhục để trêu chọc những người ủng hộ Jefferson. Điển hình như năm 1798, George Washington nói "Nếu bạn cọ rửa một người da đen để có thể trở nên trắng thì bạn cũng có thể thay đổi chính kiến của một đảng viên Dân chủ". Tuy nhiên, trong thập niên 1830, biệt danh từng được xem là một sự sỉ nhục này đã trở thành tên chính thức, và chính đảng này gọi mình là "Đảng Dân chủ của Hiệp Chủng Quốc Hoa Kỳ".
Biểu tượng được biết đến nhiều nhất của đảng là chú lừa. Khởi thủy, hình ảnh của chú lừa sản sinh từ những chế diễu, bôi bác trong cuộc bầu cử tổng thống năm 1828, khi xuất hiện một vở kịch được đặt theo tên Tổng thống Andrew Jackson, khi ấy là ứng viên của Đảng Dân chủ. Jackson đã bị gọi là "Andrew Jackass" (đây là một cách chơi chữ trong Tiếng Anh, 'jackass' có nghĩa là 'thằng ngu', trong đó 'ass' là con lừa), và ông đã chấp nhận biệt danh này.
Ngày 19 tháng 1 năm 1870, Thomas Nast của Harper's Weekly (Tuần báo Harper) vẽ một tranh biếm họa tựa đề "Lừa sống đá sư tử chết" làm sống lại hình ảnh chú lừa như là biểu tượng của Đảng Dân chủ (biểu tượng này đã được dùng trong thập niên 1930). Những họa sĩ biếm họa khác tiếp nối Nast và sử dụng hình ảnh chú lừa cho các đảng viên Dân chủ, và chú voi cho GOP (Đảng Cộng hòa). Biểu tượng chính thức của Ủy ban Quốc gia Đảng Dân chủ (DNC), miêu tả cách điệu hình ảnh một chú lừa đang phóng chân tung một cú đá hậu.
Cả hai đảng chính (và nhiều đảng nhỏ) sử dụng những màu truyền thống đỏ, trắng và lam trong biểu tượng và quảng cáo. Còn các phương tiện truyền thông thường dùng màu đỏ và lam để hiển thị lập trường của các tiểu bang trong bầu cử. Kể từ cuộc tuyển cử năm 2000, tiểu bang bầu cho Đảng Dân chủ được đánh dấu màu lam và màu đỏ dành cho bang bầu phiếu cho Đảng Cộng hòa.

## Kết cấu và tổ chức hiện tại
Ủy ban Toàn quốc Đảng Dân chủ phụ trách tổ chức phối hợp thích đáng hoạt động tranh cử của Đảng Dân chủ. Mặc dù Ủy ban Toàn quốc Đảng Dân chủ cũng phụ trách trông coi đốc xúc quá trình biên soạn quan điểm chính trị, nhưng mà nó chủ yếu vẫn tập trung vào hoạt động tranh cử và sách lược tổ chức, mà không phải là chính sách công cộng chỉnh thể. Về phương diện bầu cử tổng thống nó phụ trách lãnh đạo toàn cục quá trình tiến hành Đại hội đại biểu toàn quốc Đảng Dân chủ, đã bao gồm giai đoạn bầu cử sơ bộ, quyên tiền, đo lường khảo sát ý kiến nhân dân, và hoà hợp nhất trí sách lược tranh cử. Sau khi chọn ra người đề cử, dựa vào điều luật quyên tiền tuyển cử, hoạt động quyên tiền tranh cử vượt qua kim ngạch nhất định chỉ có thể tiến hành ở bên trong kết cấu của chính đảng.
Chủ tịch Ủy ban Toàn quốc Đảng Dân chủ là do thành viên Ủy ban chọn ra cách mỗi bốn năm. Lúc tổng thống là đảng tịch dân chủ, thành viên của Ủy ban thông thường sẽ ủng hộ ứng viên được chọn lựa làm tổng thống đảm nhiệm chủ tịch. Ông Howard Dean đánh bại rất nhiều đối thủ trúng cử làm chủ tịch vào đầu năm 2005, ông ấy chủ trương Đảng Dân chủ không nên tập trung vào bang rung lắc mà mức ủng hộ đó chênh lệch gần giống nhau với Đảng Cộng hoà, nên ông ấy đã nêu ra cái gọi là "Chiến lược Năm mươi bang". Mục tiêu của ông ấy là cần khiến cho Đảng Dân chủ giành được thắng lợi ở trong chiến dịch tuyển cử của mỗi bang và mỗi tầng lớp, mỗi vùng bầu cử của cả nước đều có tổ chức đảng bộ kiện toàn.
Dựa vào Điều lệ Đảng Dân chủ, thực ra Đại hội đại biểu toàn quốc Đảng Dân chủ mới phải là quyền uy cao nhất của Đảng Dân chủ, mà không phải là Ủy ban Toàn quốc, Ủy ban Toàn quốc chỉ là phụ trách tổ chức hoạt động chính đảng thông thường. Ủy ban Toàn quốc là do đại biểu của đảng bộ Đảng Dân chủ của mỗi bang hợp thành, thứ tự xếp đặt chỗ ngồi của tổng cộng hai trăm vị đại biểu dựa vào nhân khẩu của mỗi bang mà phân chia, nên đại biểu thông thường là do bầu cử sơ bộ của các bang hoặc đảng bộ địa phương chọn ra, những vị đại biểu được chọn ra này cũng sẽ đảm nhiệm chức vị khác, có một ít cũng là Hạ nghị sĩ ở các nơi của Đảng Dân chủ.
Ủy ban Tranh cử Quốc hội Đảng Dân chủ (Democratic Congressional Campaign Committee, viết tắt DCCC) phụ trách hiệp trợ bầu cử Hạ viện các nơi, nó đã chiêu tập tiền vốn hơn 10 triệu đô la Mĩ ở trong cuộc bầu cử năm 2005 - 2006. Chủ tịch Ủy ban Tranh cử Quốc hội Đảng Dân chủ trước đây là Hạ nghị sĩ bang Illinois ông Rahm Emanuel. Ngoài ra cũng có Ủy ban Tranh cử Thượng nghị viện Đảng Dân chủ (Democratic Senatorial Campaign Committee), cùng một kiểu cũng chiêu tập tiền vốn số lượng nhiều cho ứng viên các nơi trong cuộc bầu cử Thượng nghị viện, đảm nhiệm chủ tịch chính là Thượng nghị sĩ bang New York ông Chuck Schumer.
Tổ chức quyên tiền quy mô khá nhỏ khác đã bao gồm Ủy ban Tranh cử Quốc hội Đảng Dân chủ  - đoàn thể phụ trách bầu cử Quốc hội cấp địa phương và bang. Dưới quyền Ủy ban Toàn quốc Đảng Dân chủ cũng có hai tổ chức người thanh niên: Ban Thanh niên Đảng Dân chủ (Young Democrats of America) và Ban Người Đảng Dân chủ Học viện (College Democrats).
Mỗi bang đều có sẵn đảng bộ độc lập, do thành viên Ủy ban chọn ra hợp thành (thông thường là quan chức được chọn ra cùng với Hạ nghị sĩ của vùng bầu cử chủ yếu), và lại do họ chọn ra chủ tịch đảng bộ. Do đó Ủy ban cấp thành phố, thị trấn, quận và vùng bầu cử thông thường là do nhân viên các cấp các tầng lớp của nơi đó chọn ra mà hợp thành, Ủy ban cấp địa phương và bang thông thường dựa vào quyền xét xử của chúng nó mà hoà hợp nhất trí hoạt động tranh cử, trông coi đốc xúc Đại hội đại biểu cấp địa phương hoặc là bầu cử sơ bộ và hội nghị cán bộ, có lúc cũng sẽ dựa vào pháp luật và quy định của bang, địa phương đó mà đề cử tên ứng viên. Mặc dù họ thông thường lấy được rất ít tiền vốn do quyên tiền, vào năm 2005 chủ tịch đảng lúc đó ông Howard Dean đã mở đầu một kế hoạch mới, lấy tiền tiền vốn của Ủy ban Toàn quốc hiệp trợ đảng bộ cấp địa phương và bang, và lại mướn dùng công chức đảng bộ toàn chức. Ông Dean cảm thấy vô cùng không vừa lòng đối với việc Ủy ban Tranh cử Thượng viện và Hạ viện yêu cầu liên miên không ngớt tập trung đầu tư của cải vốn liếng để đánh cuộc vào các bang tới gần tình hình tuyển cử, do đó quyết định đem tất cả tiền vốn phân phối đồng đều cho các bang, mà bất luận tình hình tuyển cử của chúng tốt hay xấu.

## Lịch sử

### Đảng Cộng hòa-Dân chủ: 1792–1824
Đảng Dân chủ có nguồn gốc từ đảng Cộng hòa–Dân chủ (Democratic-Republican) do Thomas Jefferson thành lập năm 1792. Dù vậy, một số học giả cho rằng đảng này ra đời vào năm 1828, những người ủng hộ Andrew Jackson, dưới sự lãnh đạo của Martin Van Buren, cùng các cựu thành viên đảng Liên bang (Federalist) tiến hành thành lập Đảng Dân chủ. Sau khi đảng Liên bang tan rã vào khoảng năm 1816, đảng Cộng hòa Dân-chủ của Jefferson cũng bắt đầu giải thể. Hệ thống dành đặc quyền chọn ứng viên tổng thống cho một nhóm thiểu số tinh hoa của đảng chấm dứt sau năm 1816. Từ đó, đảng bớt xem trọng tính trung thành và báo chí cũng bớt giọng điệu đảng phái. Những thay đổi này dẫn đảng dần đến sự tan rã. Năm 1824, John Quincy Adams, Henry Clay và Andrew Jackson, những ứng cử viên tổng thống hàng đầu của Đảng Dân chủ-Cộng hòa mạnh mẽ kêu gọi giải thể đảng.

### Dân chủ Jackson: 1828–1854

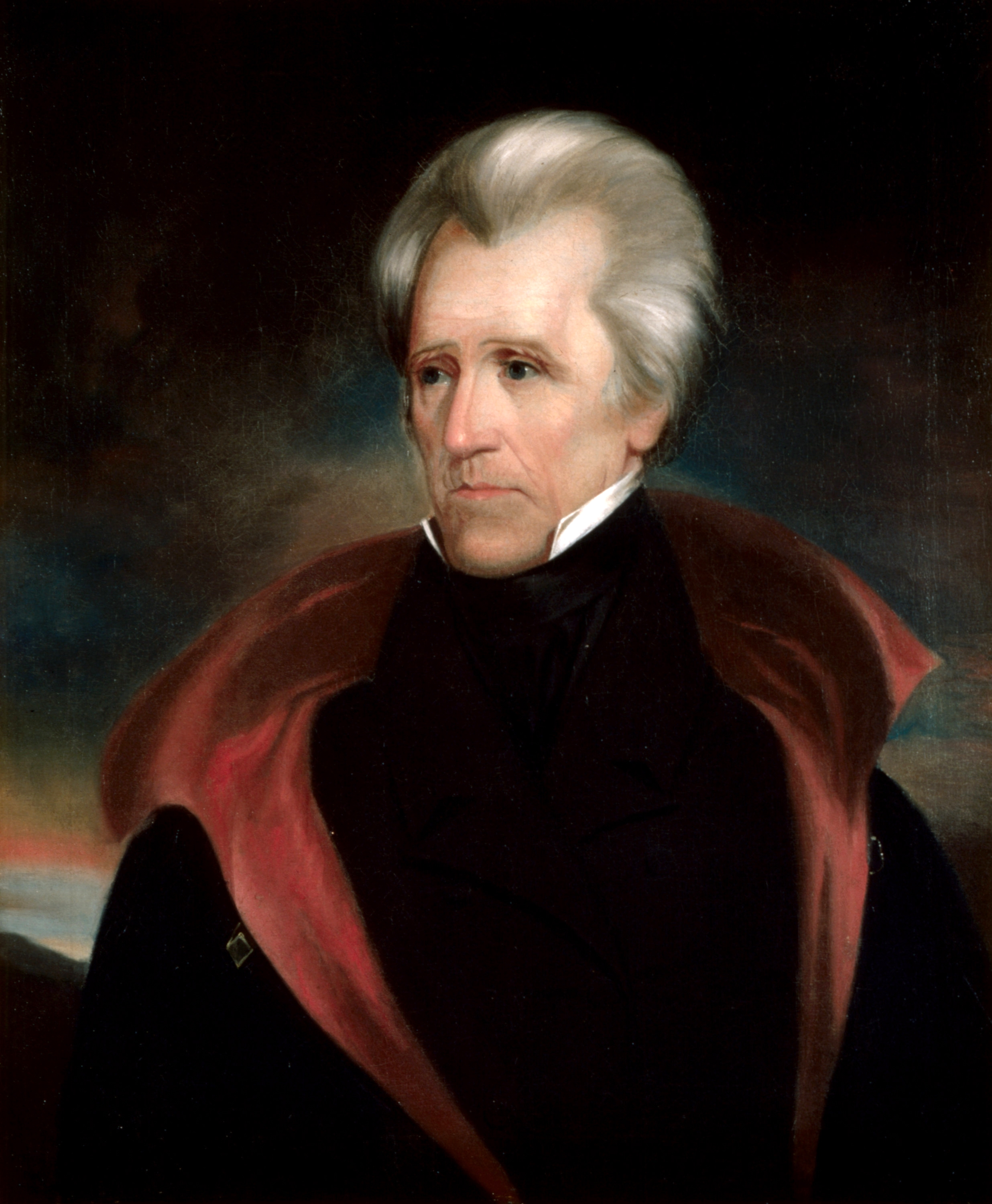
Andrew Jackson, Tổng thống Dân chủ đầu tiên của Hoa Kỳ (1829–1837)

Dưới sự hướng dẫn của nhà tổ chức tài ba Martin Van Buren, cả ba nhân vật này thành lập một chính đảng mới có địa bàn hoạt động trên toàn quốc, kết hợp với những hậu cứ vững chắc tại các tiểu bang, phối hợp với những thủ lĩnh chính trị địa phương tự xưng là "Người theo Jackson". Từ "Dân chủ" xuất hiện trong danh xưng của đảng khoảng năm 1834. Ảnh hưởng địa lý của Đảng Dân chủ cũng tương tự như Đảng Dân chủ-Cộng hòa (cả hai đều có nhiều ảnh hưởng ở Thành phố New York và tiểu bang Virginia, nhưng yếu thế tại vùng New England). Đảng cũ và đảng mới có cùng một thông điệp với nội dung chống thành phần thượng lưu, "giới cầm quyền" và đặt lòng tin vào "nhân dân".
Sự chống đối chủ yếu đến từ đảng Whig mới thành lập. Đảng này hình thành từ phe đối lập chống Jackson. Henry Clay là nhà lãnh đạo quan trọng nhất, nhưng ông này lại thất bại trước Jackson năm 1832. Đảng Dân chủ trong thập niên 1830 là một liên minh phức tạp cấu thành bởi nhiều nhân tố: nông dân trên mọi miền của nước Mỹ kết hợp với các nhóm công nhân sinh sống trong các đô thị. Những vấn đề chủ chốt trong thập niên này là sự bảo trợ, thuế quan và Ngân hàng Hoa Kỳ. Các vấn đề kinh tế như Ngân hàng Hoa Kỳ và thuế quan trở nên những điểm nóng từ năm 1828 đến năm 1850, cùng một số vấn đề khác như phân phối đất đai và mở rộng biên giới quốc gia. Nhưng đến thập niên 1850, những vấn đề này bị phủ bóng bởi những tranh luận về nạn nô lệ, tinh thần dân tộc và quyền của các tiểu bang, cuối cùng dẫn đến cuộc Nội chiến.

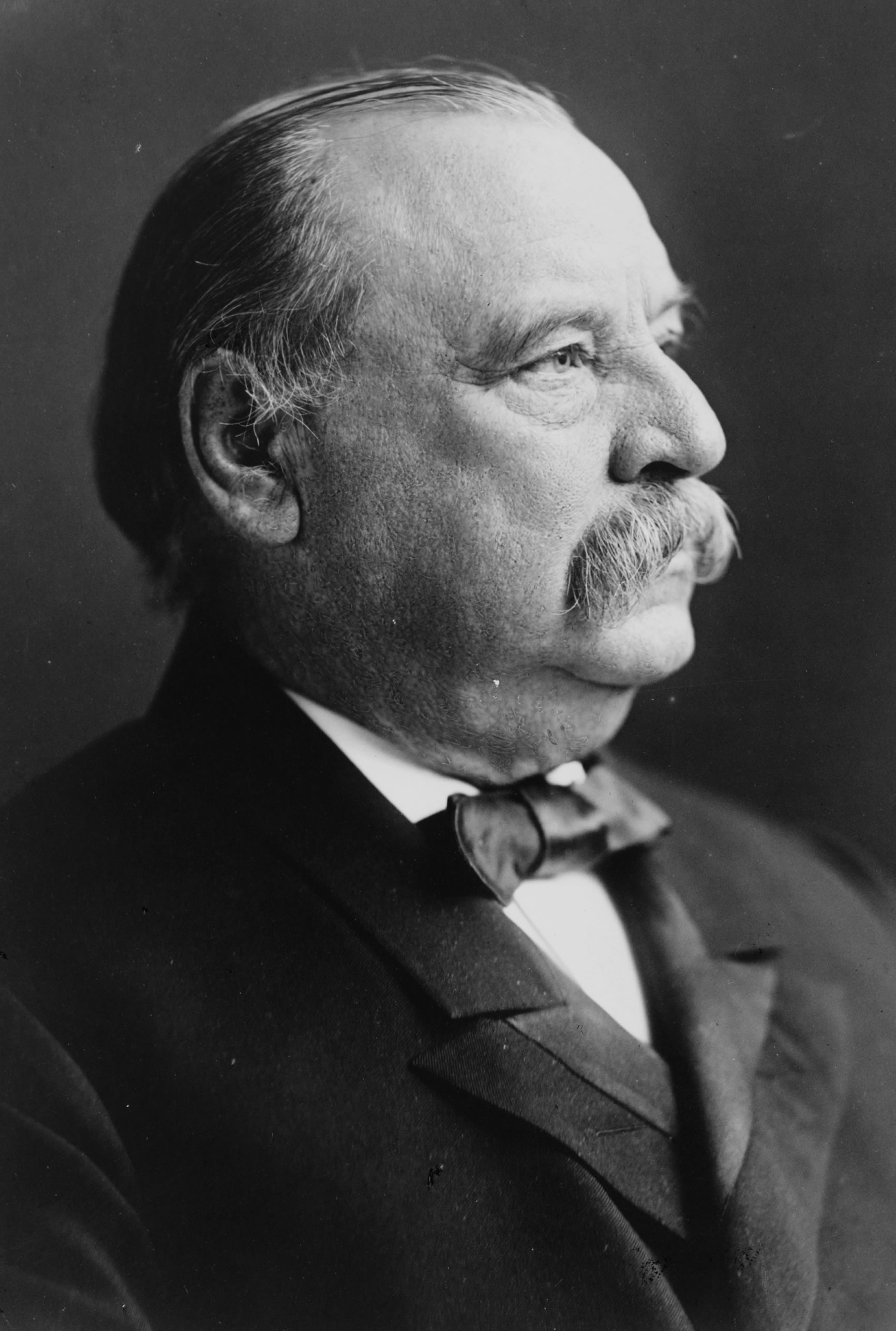
Grover Cleveland, đảng viên Dân chủ đầu tiên đắc cử tổng thống trong giai đoạn 1856–1912

Van Buren thắng cử năm 1836 nhưng bị đánh bại khi tái tranh cử năm 1840. James Polk dành thắng lợi năm 1844 và tiến hành cuộc chiến chống México, sau đó về hưu. Năm 1848 những người Dân chủ thuộc nhóm Free Soil tách khỏi đảng khiến Zachary Taylor, một anh hùng trong chiến tranh thuộc đảng Whig, dành chiến thắng. Đến phiên đảng Whig lại chia rẽ từ sau năm 1850, cống hiến cơ hội cho Đảng Dân chủ chiếm ưu thế tại hầu hết các tiểu bang. Franklin Pierce đắc cử năm 1852. Thủ lĩnh tại Quốc hội Hoa Kỳ, Thượng nghị sĩ Stephen A. Douglas thúc đẩy thông qua đạo luật Kansas-Nebraska năm 1854 mặc dù có nhiều chống đối. Nhiều đảng viên Dân chủ (nhất là những người thuộc nhóm Free Soil từ năm 1848) gia nhập đảng Cộng hòa vừa mới thành lập. James Buchanan đắc cử năm 1856, nhưng chính sách của ông về tiểu bang Kansas đã khiến Douglas tức giận đến nỗi đã đem đảng đến bên bờ vực chia rẽ.

### Nội chiến và Tái thiết
Trong thập niên 1850, tiếp theo sự phân rã của đảng Whig, Đảng Dân chủ dần dà cũng bị chia cắt, với cánh miền Nam kiên quyết ủng hộ việc mở rộng chủ trương nô lệ vào những lãnh thổ mới, đối nghịch với chủ trương của đảng Cộng hòa vừa mới thành lập, tìm cách ngăn chặn sự mở rộng nô lệ vào vùng đất mới. Trong kỳ đại hội năm 1860 đề cử ứng viên tổng thống, xảy ra chia rẽ trong nội bộ đảng và những người ly khai quyết định tổ chức một đại hội cạnh tranh. Đảng viên dân chủ miền Bắc đề cử Stephen A. Douglas trong khi người miền Nam đề cử John Breckenridge cho cuộc bầu cử tổng thống Hoa Kỳ năm 1860. Kết quả cuộc bầu cử là chiến thắng thuộc về Abraham Lincoln thuộc đảng Cộng hòa, bảy tiểu bang miền Nam rút khỏi liên bang dẫn đến cuộc Nội chiến. Trong cuộc chiến, đảng viên Dân chủ miền Bắc chia thành hai phe, Dân chủ Chiến tranh, ủng hộ các chính sách quân sự của Tổng thống Lincoln, và nhóm Copperhead, mạnh mẽ chống đối.
Dù bị tan tác sau cuộc chiến, Đảng Dân chủ hưởng lợi nhờ lòng phẫn uất của người miền Nam trong Thời kỳ Tái thiết, sau đó là thái độ thù nghịch của người dân trong vùng đối với đảng Cộng hòa. Khi Thời kỳ Tái thiết chấm dứt bởi Thoả hiệp năm 1877, và trong thập niên 1890 quyền bầu cử của người da đen bị tước bỏ, miền Nam suốt trong gần một thế kỷ luôn luôn bầu cho Đảng Dân chủ. Ở hầu hết các bang miền Nam, trên thực tế hầu như chỉ có một đảng, và chiến thắng của Đảng Dân chủ trong kỳ bầu cử sơ bộ là "tương đương với việc đắc cử". Trong thập niên 1880, trên bình diện quốc gia tình thế có vẻ cân bằng hơn. Mặc dù đảng Cộng hòa tiếp tục kiểm soát Tòa Bạch Ốc kể từ năm 1885, Đảng Dân chủ vẫn duy trì được thế cạnh tranh, với hậu cứ vững chắc tại miền Nam và sức mạnh to lớn ở vùng nông thôn Tây bắc, các cộng đồng dân tộc Đức và Ireland sinh sống trong các đô thị, các thị trấn công nghiệp và những láng trại thuộc khu hầm mỏ ở vùng Đông Bắc. Trong suốt phần lớn quãng thời gian này, họ giành được quyền kiểm soát Hạ viện. Năm 1884, Grover Cleveland, thống đốc Dân chủ tiểu bang New York, người có khuynh hướng cải cách, đắc cử tổng thống và tái đắc cử năm 1892. Nhưng ông bị đánh bại trong cuộc bầu cử năm 1888.

### Giai đoạn 1896–1932

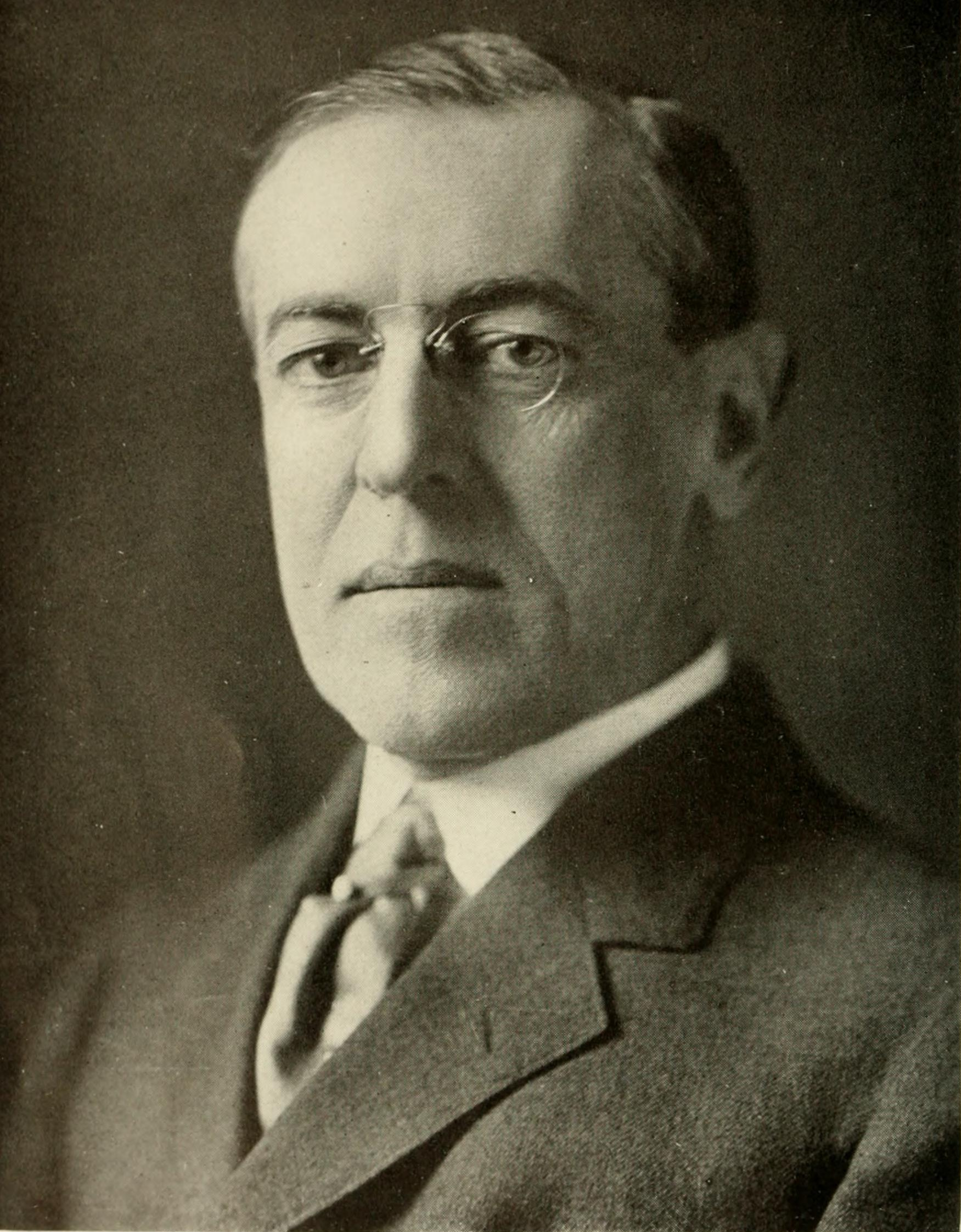
Woodrow Wilson, Tổng thống Dân chủ duy nhất trong giai đoạn 1892–1932

Trong cuộc bầu cử tổng thống năm 1896, đảng viên Dân chủ ủng hộ nhóm Free Silver đánh bại phe bảo thủ trong đảng giành quyền đề cử William Jennings Bryan. Bryan, trong chiến dịch vận động, mạnh mẽ tấn công những quyền lợi tài chánh miền Đông, nhưng thất bại trước William McKinley trong cuộc bầu cử mang tính quyết định: đảng Cộng hòa chiếm giữ Tòa Bạch Ốc suốt 28 năm trong giai đoạn lịch sử kéo dài 36 năm (1896 – 1932). Đảng Cộng hòa kiểm soát phần lớn miền Đông Bắc, Tây Bắc và một nửa miền Tây. Bryan, được hậu thuẫn bởi những tiểu bang miền Nam và vùng đồng bằng, chỉ đủ mạnh để được đề cử ứng viên tổng thống năm 1900 (thua McKinley) và năm 1908 (thua Taft). Phe bảo thủ chống Bryan kiểm soát kỳ đại hội tổ chức năm 1904, nhưng lại đối diện với sức mạnh áp đảo của Theodore Roosevelt. Bryan từ bỏ nhóm Free Silver và luận điệu chống đế quốc để quay sang ủng hộ trào lưu tiến bộ đang thịnh hành. Năm 1912, Bryan ủng hộ Woodrow Wilson và được thưởng công bằng chiếc ghế bộ trưởng ngoại giao, nhưng sau đó, năm 1916, ông từ chức để phản đối chính sách diều hâu (non-pacifistic) của Wilson.
Tận dụng tình trạng phân hóa bên trong đảng Cộng hòa, năm 1910 những người Dân chủ giành quyền kiểm soát Hạ viện, và giúp đưa một nhà trí thức có khuynh hướng cải cách, Woodrow Wilson, nắm giữ chức tổng thống từ năm 1912 đến năm 1916. Wilson đã thành công trong nỗ lực thuyết phục Quốc hội thông qua một loạt các đạo luật tiến bộ (progressive) như cắt giảm thuế quan, nâng cao hiệu lực các đạo luật chống độc quyền (antitrust), Hệ thống Dự trữ Liên bang, chi trả phúc lợi cho công nhân đường sắt và cấm lao động trẻ em (bị đảo ngược bởi Tối cao Pháp viện). Thêm vào đó, các tu chính hiến pháp dành quyền bầu cử cho phụ nữ và cấm rượu mạnh cũng được thông qua trong nhiệm kỳ thứ hai của tổng thống. Wilson đã lãnh đạo Hoa Kỳ đến chiến thắng trong Chiến tranh thế giới thứ nhất, giúp soạn thảo Hòa ước Versailles, trong đó có việc thành lập Hội Quốc Liên. Nhưng từ năm 1919, giống tình trạng sức khoẻ của ông, kỹ năng chính trị của Wilson bắt đầu suy yếu, và mọi việc đột nhiên trở nên tồi tệ. Thượng viện bác bỏ hòa ước Versailles cũng như Hội Quốc Liên, làn sóng đình công và bạo động nổ ra trên toàn quốc gây ra tình trạng bất ổn. Năm 1924 tại Đại hội Toàn quốc Đảng Dân chủ, một nghị quyết phản đối nhóm Ku Klux Klan (một tổ chức chủ trương kỳ thị chủng tộc) được giới thiệu như là một bản tu chính nghị quyết nhằm kết án các định kiến xã hội và các nhóm thù hận. Đây là một phép thử quyền lực mà Al Smith và Oscar W. Underwood dùng để thách thức sự đề cử dành cho William McAdoo. Sau nhiều tranh luận, nghị quyết bị đánh bại vì thiếu chỉ một phiếu, nhưng McAdoo cũng không thể giành được sự đề cử vì thiếu đa số hai phần ba theo quy định. Đảng Dân chủ bị phân hóa trầm trọng và bị đánh bại bởi đảng Cộng hòa trong những chiến thắng áp đảo vào các năm 1920, 1924 và 1928. Tuy nhiên, năm 1928 Al Smith đã kịp xây dựng một hậu cứ vững chắc trong vòng những cộng đồng Công giáo sinh sống tại các thành phố lớn, cùng lúc sự kiện Franklin D. Roosevelt đắc cử Thống đốc tiểu bang New York đã mang nhà lãnh đạo mới xuất hiện này vào tâm điểm của sân khấu chính trị Hoa Kỳ.

### Chính sách mới (New Deal)

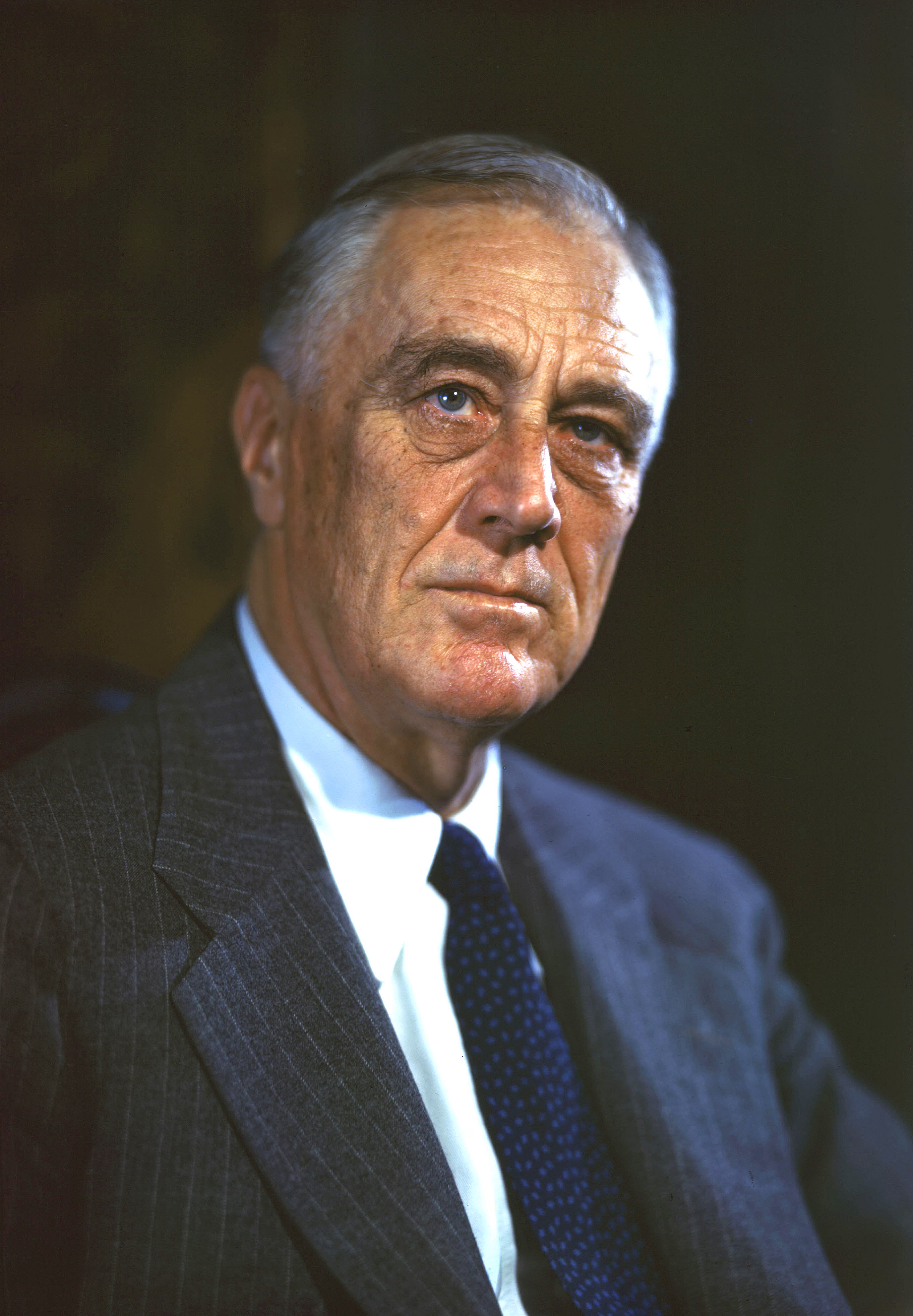
Tổng thống Franklin D. Roosevelt (1933–1945)

Cuộc Đại Suy thoái (Great Depression) dọn đường cho một chính phủ có khuynh hướng tự do, và Franklin D. Roosevelt, với chiến thắng vang dội trong cuộc bầu cử năm 1932, đã tiến vào Tòa Bạch Ốc, dù thông điệp tranh cử của ông không rõ ràng với những lời hứa phục hồi luật cấm rượu và những chỉ trích nhắm vào những thất bại của Herbert Hoover. Trong lễ nhậm chức ngày 4 tháng 3 năm 1933, Roosevelt đưa ra một loạt các chương trình hành động được biết dưới tên New Deal, tập chú vào hoạt động cứu trợ, phục hồi và cải cách (relief, recovery, reform). Đó là cứu trợ dành cho đạo quân thất nghiệp và vùng nông thôn đang suy kiệt, phục hồi kinh tế, và các cải cách dài hạn nhằm ngăn cản suy thoái quay trở lại. Cuộc bầu cử năm 1932 mang đến cho Đảng Dân chủ một đa số lớn tại cả hai viện của Quốc hội cũng như các ghế thống đốc tiểu bang; cuộc bầu cử năm 1934 làm gia tăng thêm khoảng cách. Những chương trình ban hành năm 1933, thường được các sử gia gọi là New Deal thứ nhất, giành được sự đồng thuận rộng rãi; Roosevelt cố gắng tiếp xúc với giới doanh nghiệp, công đoàn, nông gia và người tiêu dùng, ở thành thị lẫn nông thôn. Dù vậy, đến năm 1934, ông bắt đầu hướng đến chính sách mang nhiều tính đối đầu hơn. Roosevelt tìm cách tách rời đảng khỏi chủ nghĩa tư bản trọng thương (laissez-fair capitalism) mà hướng về một hệ tư tưởng tập chú vào quy hoạch kinh tế và vào việc bảo hiểm cho những rủi ro. Hai từ cũ mang lấy ý nghĩa mới. Nay "tự do" nghĩa là ủng hộ New Deal, còn "bảo thủ" là chống New Deal. Các đảng viên Dân chủ bảo thủ nổi giận, dưới sự lãnh đạo của Al Smith, thành lập Liên minh Tự do Mỹ năm 1934 và tổ chức phản công, nhưng nỗ lực của họ không hiệu quả.
Sau khi kiểm soát Quốc hội năm 1934, Roosevelt bắt tay vào một chương trình lập pháp đầy tham vọng gọi là "New Deal thứ hai", với những mục tiêu như xây dựng các nghiệp đoàn lao động, quốc hữu hóa hệ thống phúc lợi qua Cơ quan Cải thiện Việc làm (Works Progress Administration), thiết lập an sinh xã hội, áp đặt nhiều quy định hơn trên doanh nghiệp (nhất là trong lĩnh vực giao thông và truyền thông), tăng thuế lợi tức doanh nghiệp. Ông xây dựng một liên minh mới, đa số và đa dạng, gọi là Liên minh New Deal, gồm có các nghiệp đoàn lao động, thành phần thiểu số (quan trọng nhất là người Công giáo, Do Thái, và lần đầu tiên, người da đen). Liên minh New Deal chiến thắng trong tất cả cuộc bầu cử tổng thống ngoại trừ hai lần (năm 1952 và 1956) cho đến khi bị tan rã trong năm 1968.
Sau chiến thắng vang dội trong lần tái tranh cử năm 1936, Roosevelt công bố kế hoạch mở rộng Tối cao Pháp viện, lâu nay thiết chế này vẫn có khuynh hướng chống kế hoạch New Deal của ông. Bùng nổ một cơn bão lửa từ những người chống đối, do chính phó tổng thống của ông, John Nance Garner, dẫn đầu. Roosevelt bị đánh bại bởi một liên minh giữa những người Cộng hòa với cánh bảo thủ của Đảng Dân chủ. Họ thành lập một liên minh bảo thủ mới và cố phong toả những đạo luật có khuynh hướng tự do cũng như kiểm soát Quốc hội trong suốt thời gian còn lại của nhiệm kỳ tổng thống. Bị de doạ bởi cánh bảo thủ trong đảng, Roosevelt tìm cách loại bỏ họ; năm 1938, ông vận động chống lại năm thượng nghị sĩ Dân chủ có khuynh hướng bảo thủ. Họ bác bỏ chủ trương liên bang can thiệp vào các vấn đề của tiểu bang, và cả năm nghị sĩ này đều dành thắng lợi trong lần tái tranh cử.
Chủ trương tự do New Deal là ủng hộ phát triển phúc lợi xã hội, nghiệp đoàn lao động, dân quyền và áp đặt thêm luật lệ cho doanh nghiệp. Những người chống đối nhấn mạnh đến sự tăng trưởng lâu dài, ủng hộ doanh nghiệp và cắt giảm thuế, nay khởi sự tự gọi mình là "bảo thủ".

### Từ Truman đến Kennedy: 1945–1963

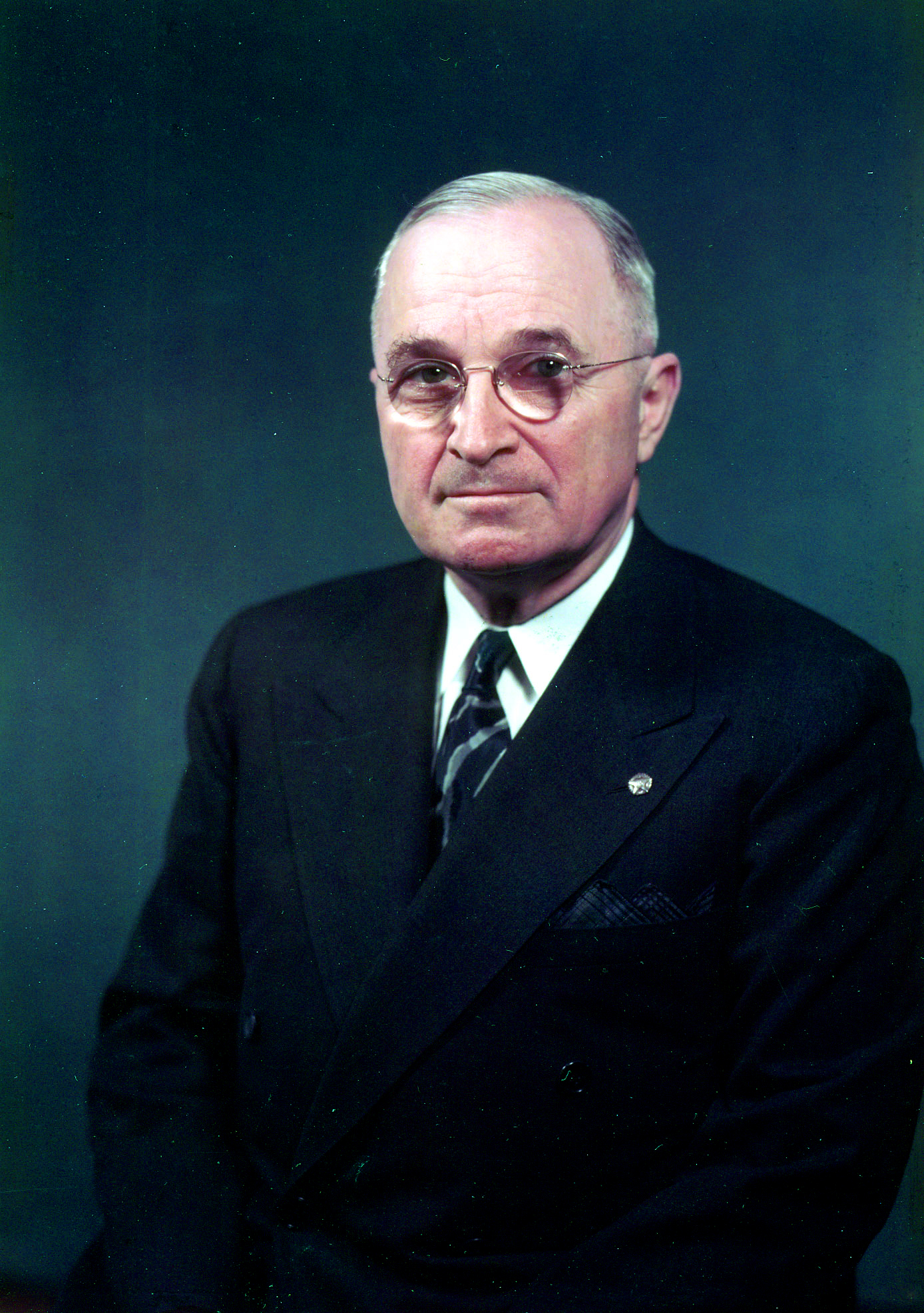
Tổng thống Harry S. Truman (1945–1953)

Ngày 12 tháng 4 năm 1945, Roosevelt từ trần khi đương chức, Harry S. Truman kế nhiệm ông. Sự rạn nứt bên trong đảng mà Roosevelt cố che lấp bắt đầu xuất hiện. Cựu Phó Tổng thống Henry A. Wallace mô tả Truman là kẻ thủ lợi nhờ chiến tranh vì những chương trình chống Liên Xô của ông, Wallace cũng chỉ trích Chủ thuyết Truman, Kế hoạch Marshall và NATO. Tuy nhiên, phe ủng hộ Wallace bị loại khỏi đảng và tổ chức nghiệp đoàn trong những năm 1946-1948 bởi những đảng viên trẻ tuổi như Hubert H. Humphrey, Walter Reuther và Arthur Schlesinger Jr.. Mặt khác, mũi tấn công của Đảng Cộng hòa nhắm vào chính sách đối nội của Truman. "Đủ chưa?" và "Lầm lẫn là Truman" là những câu khẩu hiệu được ưa chuộng của người Cộng hòa, và họ nắm quyền kiểm soát Quốc hội vào năm 1946, lần đầu tiên kể từ năm 1928.
Nhiều lãnh tụ đảng đã sẵn sàng để đánh đổ Truman, nhưng chưa có cơ hội. Truman phản công, loại trừ Strom Thurmond cùng cánh da trắng miền Nam (Dixiecrat), và tiến hành một động thái chiến lược táo bạo bằng cách triệu tập một phiên họp đặc biệt tại Quốc hội dưới quyền kiểm soát của Đảng Cộng hòa, trình những dự luật mà ông biết chắc là họ sẽ bác bỏ, để rồi khi tình thế trở nên bế tắc, ông tổ chức một chuỗi các cuộc vận động liên hoàn trên toàn quốc để cáo buộc họ là Quốc hội khoá thứ 80 "Không chịu làm gì". Trong một cuộc bầu cử có lẽ là đáng kinh ngạc nhất trong thế kỷ XX, năm 1948 Truman đánh bại Thomas Dewey để tái đắc cử, đồng thời Đảng Dân chủ giành lại quyền kiểm soát Quốc hội. Dù vậy, những đề án Fair Deal của Truman như kế hoạch chăm sóc sức khoẻ cho mọi người, bị đánh bại bởi liên minh bảo thủ ở quốc hội.
Năm 1952, Dwight D. Eisenhower chiếm lại Tòa Bạch Ốc cho đảng Cộng hòa sau khi đánh bại thống đốc bang Illinois Adlai Stevenson. Bốn năm sau, Eisenhower lặp lại chiến thắng trước Stevenson. Trong quốc hội, bộ đôi gốc Texas, Chủ tịch Hạ viện Sam Rayburn và lãnh tụ phe đa số Thượng viện Lyndon B. Johnson, cùng nhau cầm giữ đảng dưới bóng của vị anh hùng thời chiến tranh, Eisenhower.

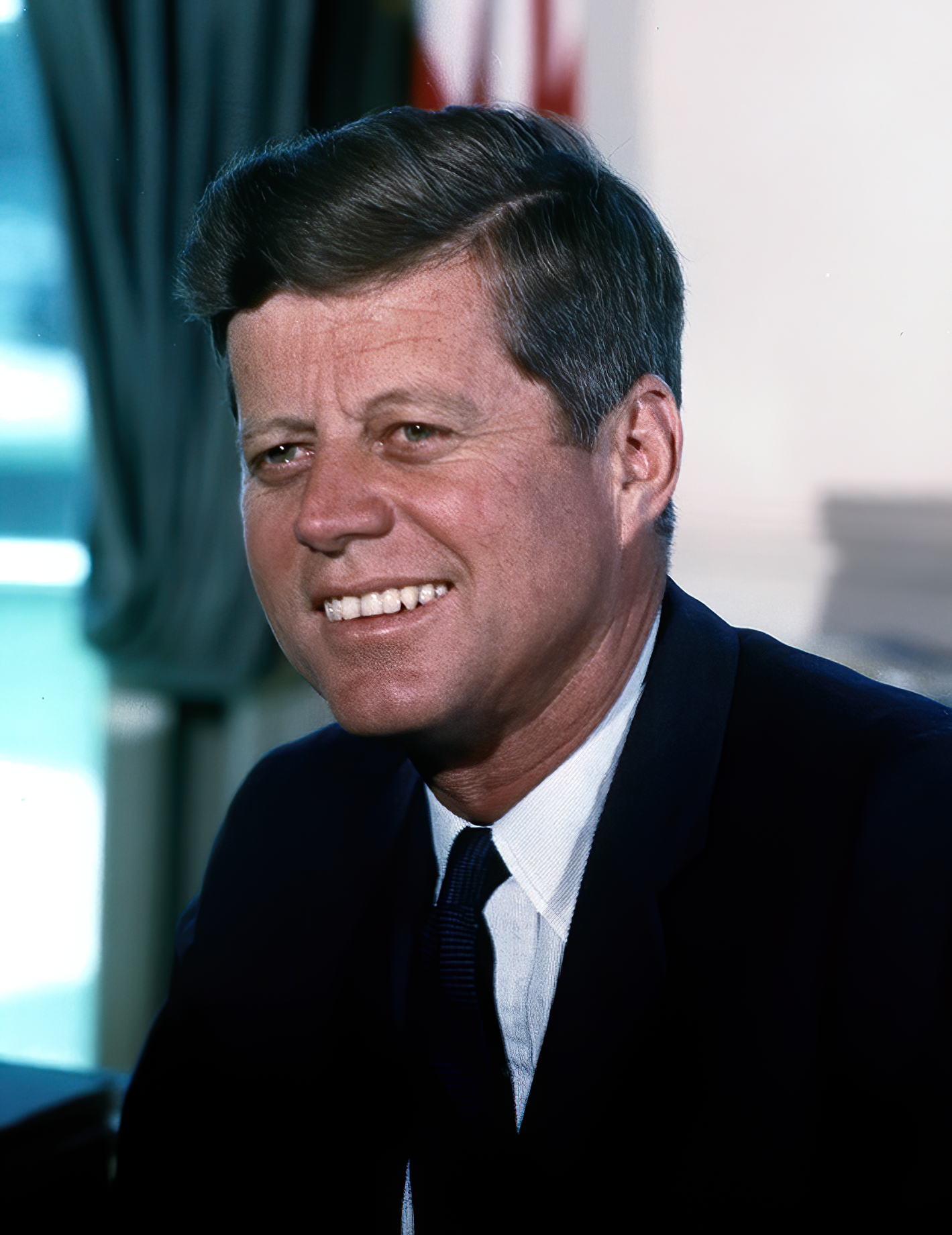
Tổng thống John F. Kennedy (1961-1963)

Thượng nghị sĩ John F. Kennedy thành công trong cuộc bầu cử tổng thống năm 1960, đánh bại phó tổng thống đương chức Richard Nixon. Dù nhiệm kỳ tổng thống của Kennedy kéo dài chỉ một ngàn ngày, ông đã cố kiềm chế ảnh hưởng của những người cộng sản sau khi chịu thất bại trong cuộc xâm lăng Vịnh con Heo ở Cuba và việc xây dựng Bức tường Bá Lâm, và gởi 16.000 binh sĩ đến Việt Nam. Kennedy thách thức người dân Mỹ tiến vào cuộc Chạy đua vào Không gian để đặt một người Mỹ lên Mặt Trăng trong năm 1969. Sau vụ Khủng hoảng Hoả tiễn Cuba, ông nỗ lực làm dịu tình hình căng thẳng với Liên Xô. Kennedy thúc đẩy dân quyền và tinh thần hòa hợp chủng tộc, ra lệnh điều động vệ binh liên bang bảo vệ những người tuần hành vì tự do ở miền nam. Tổng thống Kennedy bị ám sát ngày 22 tháng 11 năm 1963 tại Dallas, tiểu bang Texas. Ngay sau đó Phó Tổng thống Lyndon B. Johnson tuyên thệ nhậm chức Tổng thống thứ 36 của Hoa Kỳ. Johnson, người kế thừa chính sách New Deal, phá vỡ ảnh hưởng của liên minh bảo thủ ở Quốc hội, thông qua con số đáng kể các đạo luật có khuynh hướng tự do, được biết dưới tên Great Society. Johnson thành công trong nỗ lực tìm kiếm sự phê chuẩn cho các đạo luật bảo vệ dân quyền và khởi sự chính sách hòa hợp chủng tộc ở miền nam. Cùng lúc, Johnson leo thang chiến tranh ở Việt Nam, dẫn đến những xung đột nội bộ trong đảng và làm đảng phân hóa trong cuộc tuyển cử năm 1968.

### Phong trào Dân quyền: 1963–1969

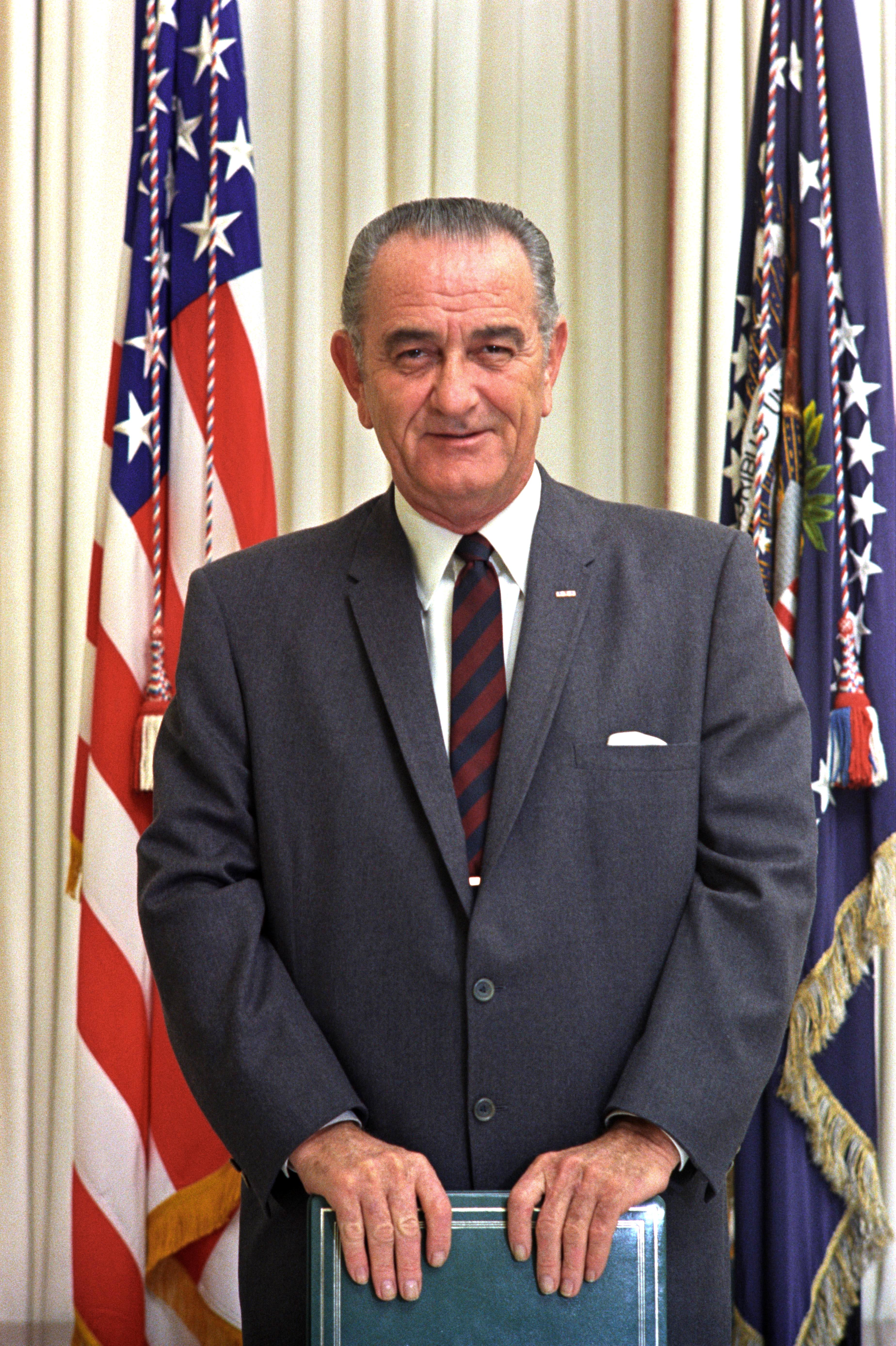
Tổng thống Lyndon B. Johnson (1963–1969)

Người Mỹ gốc Phi, vẫn có truyền thống ủng hộ Đảng Cộng hòa kể từ cuộc Nội chiến, trong thập niên 1930 chuyển sang Đảng Dân chủ, phần lớn là do các chương trình cứu tế của New Deal, và nhiệt huyết đấu tranh cho dân quyền của Đệ Nhất Phu nhân Eleanor Roosevelt. Trong nhiều thành phố như Chicago, toàn bộ guồng máy Cộng hòa trong những khu dân cư da đen đổi đảng hầu như chỉ trong một đêm. Dù vậy, đến cuối thập niên 1960, liên minh New Deal bắt đầu rạn nứt khi ngày càng có nhiều lãnh tụ Đảng Dân chủ lên tiếng ủng hộ dân quyền song lại thiết lập hậu cứ truyền thống cho đảng trong vòng phe Dân chủ miền nam và những nhóm Công giáo dựa theo chủng tộc ở các thành phố phương bắc.

### Giai đoạn chuyển đổi: 1969–1993
Trong cuộc bầu cử tổng thống năm 1972, Đảng Dân chủ đề cử Thượng nghị sĩ George McGovern với câu khẩu hiệu chống chiến tranh của ông "Hỡi người Mỹ, hãy về nhà". McGovern chủ trương triệt thoái lập tức khỏi Việt Nam và bảo đảm lợi tức tối thiểu cho mọi người dân Mỹ. Trong khi McGovern cố vận động chống các chính sách của Nixon thì những tiết lộ về người đứng cùng liên danh với ông, Thomas Eagleton (từng được điều trị bằng liệu pháp shock điện), trở thành tai họa cho hình ảnh của McGovern. Sargent Shriver, một đồng minh của Daley, được chấp nhận để trở nên ứng viên phó tổng thống. Cuộc tổng tuyển cử là một chiến thắng áp đảo cho Richard Nixon khi McGovern chỉ giành được mỗi một bang Massachussetts. Nhưng Đảng Dân chủ vẫn duy trì được thế đa số ở Quốc hội và tại hầu hết viện lập pháp các tiểu bang.

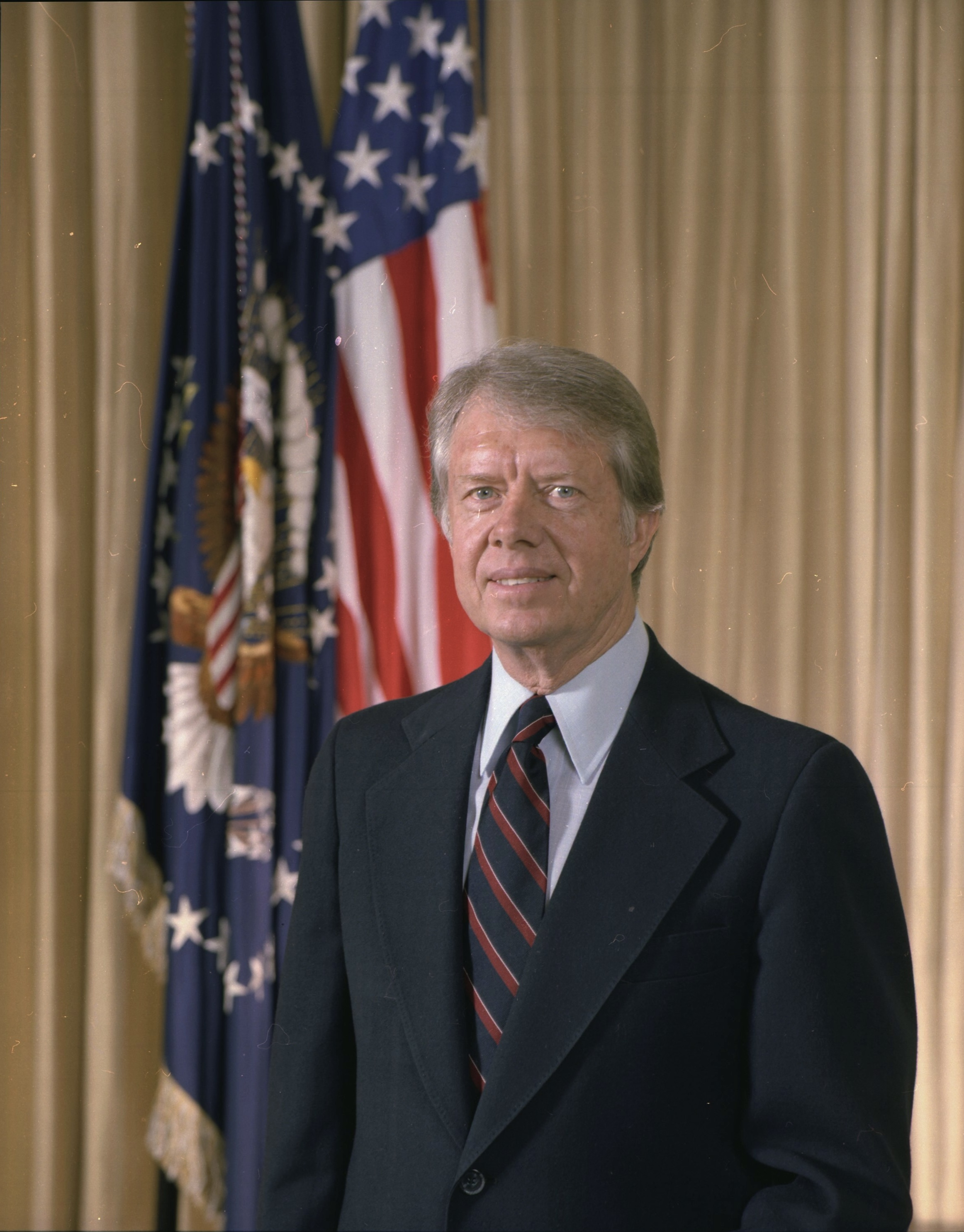
Tổng thống Jimmy Carter (1977–1981)

Vụ tai tiếng Watergate đã huỷ diệt sự nghiệp chính trị của Nixon và cho những người Dân chủ chút ít hi vọng. Khi Tổng thống Gerald Ford ân xá Nixon sau khi ông này từ chức năm 1974, Đảng Dân chủ có cơ hội làm lớn chuyện "thối nát" và giành thắng lợi trong cuộc bầu cử bất thường. Cuộc bầu cử năm 1976 chứng kiến thành công bất ngờ của Thống đốc tiểu bang Georgia, Jimmy Carter, một người bên ngoài ít tiếng tăm nhưng hứa hẹn một tính cách chân thật.
Trong số những thành quả quan trọng của Tổng thống Carter có việc thiết kế chính sách năng lượng quốc gia, và củng cố các cơ quan chính quyền, dẫn đến việc thành lập hai bộ mới, Bộ Năng lượng Hoa Kỳ và Bộ Giáo dục Hoa Kỳ. Carter dẫn đầu những nỗ lực lưỡng đảng nhằm điều chỉnh các ngành công nghiệp vận tải đường bộ, hàng không, hỏa xa, tài chính, truyền thông và dầu mỏ. Ông hỗ trợ hệ thống an sinh xã hội, và bổ nhiệm con số kỷ lục phụ nữ và thành phần thiểu số vào các vị trí công quyền và các chức vụ tư pháp. Carter vận động thông qua các đạo luật bảo vệ môi trường và mở rộng Dịch vụ Công viên Quốc gia ở Alaska, thêm 103 triệu mẫu Anh vào thẩm quyền quản lý của liên bang. Về ngoại giao, những thành tựu của Carter là Hiệp ước Trại David, Hiệp ước Kênh đào Panama, thiết lập quan hệ ngoại giao đầy đủ với Cộng hòa Nhân dân Trung Hoa, và đàm phán Hòa ước SALT II với Liên Xô. Bên cạnh đó, ông đấu tranh cho nhân quyền trên khắp thế giới và xem nhân quyền là trọng tâm của chính sách đối ngoại.
Mặc dù những thành quả ấy, Carter thất bại trong nỗ lực thực thi kế hoạch y tế quốc gia và cải cách hệ thống thuế như ông đã hứa khi ra tranh cử. Lạm phát tăng cao. Bên ngoài là vụ khủng hoảng con tin ở Iran (4 tháng 11 năm 1979 – 20 tháng 1 năm 1981), 52 người Mỹ bị bắt giữ làm con tin trong 444 ngày, cùng những thất bại trong ngoại giao và quân sự nhằm giải cứu con tin. Sự kiện quân đội Liên Xô chiếm đóng Afghanistan làm suy yếu hình ảnh của Carter đối với người dân Mỹ. Trong cuộc bầu cử tổng thống năm 1980, Carter đánh bại Ted Kennedy để giành sự đề cử của đảng nhưng lại thất bại trước Ronald Reagan. Đảng Dân chủ mất 12 ghế ở Thượng viện, như thế lần đầu tiên kể từ năm 1954, Đảng Cộng hòa nắm quyền kiểm soát Thượng viện. Song Đảng Dân chủ vẫn duy trì thế đa số ở Hạ viện. Dù đã thất bại trong cuộc tuyển cử, Carter vẫn tiếp tục đàm phán tìm kiếm sự phóng thích cho các con tin cho đến phút cuối của nhiệm kỳ.
Nhân tố đóng góp cho thành công của Ronald Reagan thuộc đảng Cộng hòa trong cuộc bầu cử năm 1980 là những người Dân chủ ủng hộ chính sách bảo thủ. Những "người Dân chủ Reagan" này là thành viên Đảng Dân chủ trước và sau nhiệm kỳ của Reagan. Hầu hết là người da trắng ở vùng Đông Bắc và Trung Tây thu hút bởi chủ trương của Reagan, bảo thủ trong nước và diều hâu ở nước ngoài. Reagan chiếm phiếu ở 49 tiểu bang, đánh bại cựu Phó Tổng thống Walter Mondale, một người ủng hộ New Deal, trong cuộc bầu cử năm 1984. Trong cuộc bầu cử năm 1988, Thống đốc tiểu bang Massachussetts, Michael Dukakis, một chuyên gia về hành chính công, thất bại trước Phó Tổng thống George H. W. Bush.

### Thời kỳ Clinton: 1993–2001

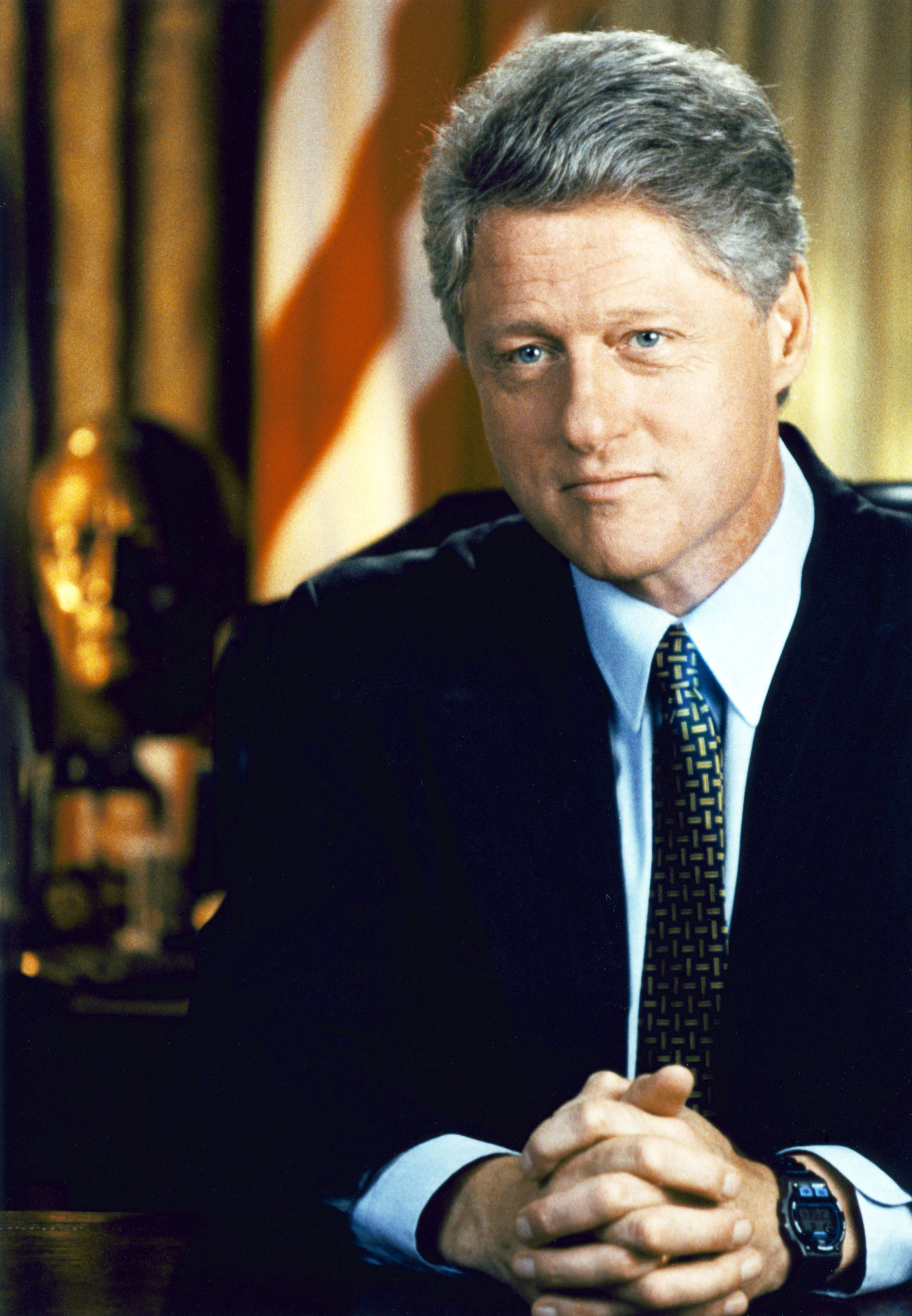
Tổng thống Bill Clinton (1993–2001)

Năm 1992, lần đầu tiên trong 12 năm, cử tri Mỹ chọn một chính trị gia Dân chủ để đặt vào Tòa Bạch Ốc. Tổng thống Bill Clinton đã cân bằng ngân sách liên bang lần đầu tiên kể từ nhiệm kỳ tổng thống của Kennedy và giúp kinh tế Mỹ phát triển mạnh cũng như gia tăng lợi tức ở nước ngoài. Năm 1994 chứng kiến mức lạm phát và thất nghiệp được kéo xuống đến mức thấp nhất trong 25 năm. Tổng thống ký ban hành luật Brady, ấn định thời gian chờ đợi năm ngày trước khi mua súng ngắn, và ban hành luật cấm nhiều loại vũ khí bán tự động (luật này đã hết hạn năm 2004). Đạo luật Nghỉ phép Y tế và Gia đình của ông có ảnh hưởng trên 40 triệu người Mỹ, cho họ quyền nghỉ phép có lương và bảo đảm việc làm trong trường hợp nghỉ hộ sản, bệnh tật cá nhân và gia đình. Clinton giúp phục hồi dân chủ ở Haiti, gây áp lực lên các vòng đàm phán hòa bình Palestine-Israel, làm trung gian cho cuộc ngừng bắn lịch sử ở Bắc Ireland, và thương thuyết Hòa ước Dayton, giúp kết thúc bốn năm khủng bố và tàn sát ở vùng đất Nam Tư cũ. Năm 1996, Clinton đắc cử nhiệm kỳ thứ hai, lần đầu tiên kể từ Franklin D. Roosevelt (năm 1944), một tổng thống Dân chủ được tín nhiệm trong hai nhiệm kỳ liên tiếp.
Tuy nhiên, năm 1994, Đảng Dân chủ mất thế đa số tại cả hai viện của Quốc hội. Clinton phủ quyết những dự luật cải cách phúc lợi được Đảng Cộng hòa ủng hộ trước khi chịu ký ban hành dự luật thứ ba, Đạo luật Cơ hội Việc làm và Trách nhiệm Cá nhân trong năm 1996. Clinton thông qua Thoả ước Tự do Mậu dịch Bắc Mỹ (NAFTA) với Canada và México mặc cho những chống đối dữ dội từ các nghiệp đoàn lao động và sự thất vọng của cánh tả trong đảng.

### Giai đoạn 2001–2009

#### Bầu cử Tổng thống năm 2000
Trong cuộc bầu cử tổng thống năm 2000, Đảng Dân chủ chọn Phó Tổng thống Al Gore làm ứng viên cho chức vụ tổng thống. Gore và George W. Bush, ứng viên đảng Cộng hòa và là con trai của một cựu tổng thống, bất đồng với nhau về một số vấn đề như phá thai, chính trị vũ khí, môi trường, quyền của người đồng tính, cắt giảm thuế, chính sách ngoại giao, giáo dục công lập, tình trạng nóng ấm toàn cầu, bổ nhiệm thẩm phán và chính sách ưu đãi các nhóm thiểu số (affirmative action). Tuy nhiên, mối quan hệ thân thiết của Gore với Clinton và DLC khiến một số người chỉ trích như ứng cử viên Đảng Xanh, Raph Nader, khẳng định rằng Bush và Gore chẳng khác gì nhau, nhất là về chủ trương tự do thương mại và cắt giảm phúc lợi xã hội. Một phụ tá của Nader giải thích lý do Nader ra tranh cử "là vì chúng tôi muốn trừng phạt Đảng Dân chủ, chúng tôi muốn họ bị tổn thương."
Gore giành được 500.000 phiếu phổ thông nhiều hơn Bush, nhưng thua bốn phiếu của Cử tri đoàn. Nhiều người cho rằng sự thất bại này là do Gore mất phiếu cho đảng thứ ba của Nader.
Dù vậy, Đảng Dân chủ được thêm năm ghế ở Thượng viện (kể cả thắng lợi của Hillary Rodham Clinton ở New York) để biến tỷ lệ 55-45 nghiêng về đảng Cộng hòa trở nên tỷ lệ 50-50 (không kể phiếu của phó tổng thống hầu có thể phá vỡ thế bế tắc). Thế nhưng, khi Thượng nghị sĩ Cộng hòa Jim Jeffords của Vermont quyết định trở nên thành viên độc lập và bầu phiếu cho phe Dân chủ ở Thượng viện, thế đa số ngả về Đảng Dân chủ với quyền kiểm soát Thượng viện dành cho lãnh tụ phe đa số và chủ tịch các uỷ ban. Dù vậy, đảng Cộng hòa chiếm lại thế đa số ở Thượng viện do những thắng lợi trong năm 2002 và 2004, chỉ để lại 44 ghế cho các nghị sĩ Dân chủ, số ghế ít nhất kể từ thập niên 1920.
Sau vụ tấn công 11 tháng 9 năm 2001, cả nước chuyển sự quan tâm sang các vấn đề an ninh quốc gia. Tất cả nghị sĩ Dân chủ, ngoại trừ Dân biểu Barbara Lee, đồng thuận với các đồng sự Cộng hòa trao quyền cho Tổng thống Bush cho tiến quân vào Afghanistan. Lãnh tụ Hạ viện, Richard Gephardt, và lãnh tụ Thượng viện, Thomas Daschle, thúc đẩy các đảng viên Dân chủ bỏ phiếu cho đạo luật PATRIOT và cuộc xâm lăng Iraq. Có sự phân hóa trong Đảng Dân chủ khi quân đội Hoa Kỳ tiến vào Iraq năm 2003, ngày càng có nhiều người bày tỏ sự lo ngại về cả chính nghĩa lẫn sự tiến triển của Cuộc chiến chống Khủng bố cùng những ảnh hưởng trong nước, kể cả hiểm họa đối với dân quyền và quyền tự do dân sự đến từ đạo luật PATRIOT. Thượng nghị sĩ Russ Feingold là người duy nhất bỏ phiếu chống lại đạo luật; đạo luật này gặp phải sự chống đối đáng kể khi gia hạn.

#### Bầu cử tổng thống năm 2004
Chiến dịch tranh cử năm 2004 khởi sự vào đầu tháng 12 năm 2002, khi Gore tuyên bố ra tranh cử trong cuộc bầu cử năm 2004. Howard Dean, cựu Thống đống tiểu bang Vermont, một người chủ trương chống chiến tranh và thường chỉ trích cơ chế hiện hành của Đảng Dân chủ, dẫn đầu trong các cuộc bầu cử sơ bộ. Dean có hậu thuẫn vững chắc, đặc biệt là từ cánh tả trong đảng. Thượng nghị sĩ đại diện tiểu bang Massachusetts John Kerry, một nhân vật chủ trương trung dung tìm được sự ủng hộ của Hội đồng Lãnh đạo Dân chủ, cuối cùng được đề cử bởi vì nhiều người xem ông là có nhiều triển vọng hơn Dean.
Số lượng công nhân Mỹ bị sa thải trong các ngành công nghiệp ngày càng tăng cao do các hãng xưởng được chuyển ra nước ngoài khiến một số đảng viên Dân chủ (trong đó có Dean và ứng viên vào thượng viện của tiểu bang North Carolina Erskine Bowles) bắt đầu xét lại quan điểm của họ về tự do mậu dịch. Trong năm 2004, sự thất bại của chính phủ Bush trong việc tìm kiếm vũ khí huỷ diệt hàng loạt ở Iraq, số thương vong tăng cao, và không thấy điểm dừng cho cuộc chiến chống Iraq trở nên những điểm nóng tại các cuộc tranh luận trong cuộc bầu cử. Chiến lược vận động của Đảng Dân chủ nhắm vào sự phục hồi kinh tế mà không gia tăng việc làm, giải quyết cuộc khủng hoảng Iraq, và giải quyết nạn khủng bố cách hiệu quả hơn.
Kết quả là Kerry thua cuộc cả trong số phiếu phổ thông lẫn phiếu của cử tri đoàn. Đảng Cộng hòa dành thêm bốn ghế trong thượng viện và thêm ba ghế ở Viện Dân biểu (Hạ viện). Tệ hại hơn, lần đầu tiên kể từ năm 1952, lãnh tụ Đảng Dân chủ tại Thượng viện bị thất cử. Tổng cộng có 3.660 đảng viên Dân chủ đắc cử vào các viện lập pháp tiểu bang trên toàn quốc, con số này của Đảng Cộng hòa là 3.557. Các đảng viên Dân chủ nắm giữ chức thống đốc tại các bang Louisiana, New Hampshire và Montana, nhưng lại mất chức thống đốc tiểu bang Missouri và thế đa số ở viện lập pháp tiểu bang Georgia - hai nơi này lâu nay vẫn là thành trì của Đảng Dân chủ.
Có nhiều lý do giải thích sự thất bại này. Sau cuộc bầu cử, hầu hết các nhà phân tích cho rằng Kerry thiếu khả năng trong vận động tranh cử. Một nhóm cựu chiến binh Chiến tranh Việt Nam làm hỏng kế hoạch sử dụng thành tích chiến đấu của Kerry như là một thế mạnh trong vận động tranh cử, và sự mâu thuẫn trong lập trường của Kerry về cuộc chiến Iraq. Đảng Cộng hòa cho chiếu hàng ngàn quảng cáo trên truyền hình nhằm thuyết phục cử tri rằng Kerry không có lập trường nhất quán về Iraq. Những sai sót trong hệ thống kiểm phiếu có thể là một trong những nhân tố dẫn đến sự thất bại của Kerry. Thượng nghị sĩ Barbara Box đại diện bang California và một vài Dân biểu Dân chủ đưa vấn đề về những bất thường trong cuộc bầu cử ra kỳ họp đầu tiên của Quốc hội khoá 109 nhưng bị đánh bại ở Hạ viện với số phiếu 267-31 và 74-1 tại Thượng viện. Các nhân tố khác nên được kể đến là tình trạng lành mạnh của thị trường việc làm, thị trường chứng khoán có chiều hướng tốt, số nhà bán gia tăng và tỷ lệ thất nghiệp thấp.

#### Ngày nay
Sau hai thất bại liên tiếp trong năm 2000 và 2004, nhiều đảng viên Dân chủ bộc lộ sự lo ngại về tương lai của đảng. Giới lãnh đạo bắt đầu xét lại hướng đi của đảng và nhiều sách lược được đưa ra. Nhiều người muốn đảng ngả về phía hữu với hi vọng dành thêm ghế ở lưỡng viện và có cơ may chiến thắng trong cuộc bầu cử tổng thống năm 2008; những người khác cho rằng đảng cần hướng về phía tả để trở thành một đảng đối lập có thực lực.
Những tranh luận này được thể hiện trong chiến dịch năm 2005 tranh chức Chủ tịch Ủy ban Dân chủ Quốc gia, cuối cùng Howard Dean là người thắng thế. Dean tìm cách đem đảng tách khỏi cơ chế hiện hành và ủng hộ các đảng bộ tiểu bang và các chi bộ địa phương.
Khi Quốc hội khoá 109 được triệu tập, các thượng nghị sĩ Dân chủ chọn Harry Reid (bang Nevada) làm lãnh tụ phe thiểu số và Richard Durbin làm phụ tá cho Reid. Năm 2005, Đảng Dân chủ giành lại chức thống đốc tại các bang Virginia và New Jersey nhưng lại thua trong cuộc đua tranh chức thị trưởng Thành phố New York, một thành trì của Đảng Dân chủ, trong bốn lần liên tiếp.
Những cuộc thăm dò trong năm 2006 cho thấy triển vọng lại bừng sáng cho Đảng Dân chủ, chủ yếu là do những sai lầm và tai tiếng của đảng Cộng hòa. Những vụ tai tiếng liên quan đến nhà vận động hành lang Jack Abramoff, cựu lãnh tụ phe đa số Hạ viện Tom DeLay, và thống đốc tiểu bang Ohio, Bob Taft, cho Đảng Dân chủ cơ hội khai thác vấn đề tình trạng thối nát trong chính trường. Phản ứng chậm trễ của Bush khi xảy ra thảm họa Bão Katrina xem ra sẽ là một vấn đề được đưa ra trong chiến dịch vận động nhằm nhấn mạnh tính thiếu hiệu năng của chính phủ. Dư luận quần chúng về chiến sự ở Iraq ngày càng trở nên tiêu cực và cảm giác đang lan tỏa trong vòng những người bảo thủ, cho rằng chính phủ Cộng hòa không có khả năng kiểm soát chi tiêu của chính phủ đang kéo sự ủng hộ dành cho Tổng thống Bush xuống mức thấp nhất kể từ khi ông đặt chân vào Tòa Bạch Ốc. Với hàng loạt vụ bê bối trong đảng Cộng hòa được phanh ra trước cuộc tổng tuyển cử như vụ Mark Foley, quyền kiểm soát Quốc hội dường như nằm trong tầm tay của Đảng Dân chủ.
Trong cuộc tổng tuyển cử năm 2006, Đảng Dân chủ giành lại quyền kiểm soát Quốc hội và chiếm đa số ghế thống đốc tiểu bang. Trong Viện Dân biểu, họ chiếm đủ số ghế để giành đa số, và dân biểu Nancy Pelosi là nữ chính khách đầu tiên trong lịch sử Hoa Kỳ được chọn vào chức vụ Chủ tịch Viện Dân biểu. Trong Thượng nghị viện, họ lật đổ 6 ghế đang được giữ bởi đảng Cộng hòa để chiếm được 51 ghế. Như vậy, kể từ đầu năm 2007, Đảng Dân chủ trở thành đảng đa số, năm quyền kiểm soát tại lưỡng viện Quốc hội.

### Thời kỳ Obama: 2009–2017
Đảng Dân chủ chính thức đề cử Barack Obama tại Đại hội Đảng Dân chủ Toàn quốc tại Denver, Colorado vào ngày 25 đến 28 tháng 8. Đến ngày 3 tháng 6, Barack Obama đã nhận đủ phiếu ủng hộ để được Đảng Dân chủ đề cử. Đối thủ cuối cùng của ông, Hillary Clinton, rút lui sau đó vào ngày 7 tháng 6.
Lúc đó, Barack Obama là Thượng nghị sĩ trong nhiệm kỳ đầu tiên từ Illinois. Ông được bầu vào chức vụ này từ năm 2004. Khi được đề cử, ông trở thành ứng cử viên người Mỹ gốc Phi đầu tiên được một trong hai đảng lớn đề cử cho chức vụ tổng thống.
Trong cuộc bầu cử tổng thống năm 2008, Barack Obama đối đầu với ứng cử viên Cộng hòa là John McCain. Barack Obama giành 53% phiếu phổ thông và 365 phiếu đại cử tri đoàn, trở thành tổng thống người Mỹ gốc Phi đầu tiên trong lịch sử Hoa Kỳ.
Trong cuộc bầu cử tổng thống năm 2012, Barack Obama đối đầu với ứng cử viên Cộng hòa là Mitt Romney. Barack Obama giành 51% phiếu phổ thông và 332 phiếu đại cử tri đoàn, tái đắc cử nhiệm kỳ thứ hai.

### Thời kỳ Biden: 2021–nay
Đảng Dân chủ chính thức đề cử cựu phó tổng thống Joe Biden tại Đại hội Đảng Dân chủ Toàn quốc tại Milwaukee, Wisconsin vào ngày 17 đến 20 tháng 8. Đến ngày 6 tháng 6, Joe Biden đã nhận đủ phiếu ủng hộ để được Đảng Dân chủ đề cử. Đối thủ cuối cùng của ông, Bernie Sanders, rút lui trước đó vào ngày 8 tháng 4.
Trong cuộc bầu cử tổng thống năm 2020, Joe Biden đối đầu với ứng cử viên Cộng hòa là đương kim tổng thống Donald Trump. Joe Biden giành 51% phiếu phổ thông và 306 phiếu đại cử tri đoàn trở thành tổng thống lớn tuổi nhất. Đồng ứng cử viên của ông, bà thượng nghị sĩ Kamala Harris trở thành nữ phó tổng thống, người Mỹ gốc Phi và gốc Á đầu tiên trong lịch sử Hoa Kỳ.

## Tổng thống Đảng Dân chủ
| #  | Tên (tuổi thọ)                    | Chân dung          | Tiểu bang     | Nhiệm kỳ tổng thống bắt đầu | Nhiệm kỳ tổng thống kết thúc | Thời gian tại chức |
| -- | --------------------------------- | ------------------ | ------------- | --------------------------- | ---------------------------- | ------------------ |
| 7  | Andrew Jackson (1767–1845)        |                    | Tennessee     | 4 tháng 3 năm 1829          | 4 tháng 3 năm 1837           | 8 năm, 0 ngày      |
| 8  | Martin Van Buren (1782–1862)      |                    | New York      | 4 tháng 3 năm 1837          | 4 tháng 3 năm 1841           | 4 năm, 0 ngày      |
| 11 | James Knox Polk (1785–1849)       |                    | Tennessee     | 4 tháng 3 năm 1845          | 4 tháng 3 năm 1849           | 4 năm, 0 ngày      |
| 14 | Franklin Pierce (1804–1869)       |                    | New Hampshire | 4 tháng 3 năm 1853          | 4 tháng 3 năm 1857           | 4 năm, 0 ngày      |
| 15 | James Buchanan (1791–1868)        |                    | Pennsylvania  | 4 tháng 3 năm 1857          | 4 tháng 3 năm 1861           | 4 năm, 0 ngày      |
| 17 | Andrew Johnson (1808–1885)        |                    | Tennessee     | 15 tháng 4 năm 1865         | 4 tháng 3 năm 1869           | 3 năm, 323 ngày    |
| 22 | Grover Cleveland (1837–1908)      |                    | New York      | 4 tháng 3 năm 1885          | 4 tháng 3 năm 1889           | 8 năm, 0 ngày      |
| 24 | Grover Cleveland (1837–1908)      | 4 tháng 3 năm 1893 | New York      | 4 tháng 3 năm 1897          |                              | 8 năm, 0 ngày      |
| 28 | Woodrow Wilson (1856–1924)        |                    | New Jersey    | 4 tháng 3 năm 1913          | 4 tháng 3 năm 1921           | 8 năm, 0 ngày      |
| 32 | Franklin D. Roosevelt (1882–1945) |                    | New York      | 4 tháng 3 năm 1933          | 12 tháng 4 năm 1945          | 12 năm, 39 ngày    |
| 33 | Harry S. Truman (1884–1972)       |                    | Missouri      | 12 tháng 4 năm 1945         | 20 tháng 1 năm 1953          | 7 năm, 283 ngày    |
| 35 | John F. Kennedy (1917–1963)       |                    | Massachusetts | 20 tháng 1 năm 1961         | 22 tháng 11 năm 1963         | 2 năm, 306 ngày    |
| 36 | Lyndon B. Johnson (1908–1973)     |                    | Texas         | 22 tháng 11 năm 1963        | 20 tháng 1 năm 1969          | 5 năm, 59 ngày     |
| 39 | Jimmy Carter (1924–2024)          |                    | Georgia       | 20 tháng 1 năm 1977         | 20 tháng 1 năm 1981          | 4 năm, 0 ngày      |
| 42 | Bill Clinton (sinh 1946)          |                    | Arkansas      | 20 tháng 1 năm 1993         | 20 tháng 1 năm 2001          | 8 năm, 0 ngày      |
| 44 | Barack Obama (sinh 1961)          |                    | Illinois      | 20 tháng 1 năm 2009         | 20 tháng 1 năm 2017          | 8 năm, 0 ngày      |
| 46 | Joe Biden (sinh 1942)             |                    | Delaware      | 20 tháng 1 năm 2021         | 20 tháng 1 năm 2025          | 4 năm, 0 ngày      |

## Danh sách liên danh ứng cử viên tổng thống
| Năm bầu | Kết quả | Ứng cử viên                     | Ứng cử viên                |
| Năm bầu | Kết quả | Tổng thống                      | Phó Tổng thống             |
| ------- | ------- | ------------------------------- | -------------------------- |
| 1828    | thắng   | Andrew Jackson                  | John C. Calhoun            |
| 1832    | thắng   | Andrew Jackson                  | Martin Van Buren           |
| 1836    | thắng   | Martin Van Buren                | Richard Mentor Johnson     |
| 1840    | thua    | Martin Van Buren                | Richard Mentor Johnson     |
| 1844    | thắng   | James Knox Polk                 | George M. Dallas           |
| 1848    | thua    | Lewis Cass                      | William O. Butler          |
| 1852    | thắng   | Franklin Pierce                 | William R. King            |
| 1856    | thắng   | James Buchanan                  | John C. Breckinridge       |
| 1860    | thua    | Stephen A. Douglas (miền Bắc)   | Herschel Vespasian Johnson |
| 1860    | thua    | John C. Breckinridge (miền Nam) | Joseph Lane                |
| 1864    | thua    | George McClellan                | George H. Pendleton        |
| 1868    | thua    | Horatio Seymour                 | Francis Preston Blair, Jr. |
| 1872    | thua    | Horace Greeley                  | B. Gratz Brown             |
| 1876    | thua    | Samuel J. Tilden                | Thomas A. Hendricks        |
| 1880    | thua    | Winfield Scott Hancock          | William H. English         |
| 1884    | thắng   | Grover Cleveland                | Thomas A. Hendricks        |
| 1888    | thua    | Grover Cleveland                | Allen G. Thurman           |
| 1892    | thắng   | Grover Cleveland                | Adlai Stevenson I          |
| 1896    | thua    | William Jennings Bryan          | Arthur Sewall              |
| 1900    | thua    | William Jennings Bryan          | Adlai Stevenson I          |
| 1904    | thua    | Alton B. Parker                 | Henry G. Davis             |
| 1908    | thua    | William Jennings Bryan          | John W. Kern               |
| 1912    | thắng   | Woodrow Wilson                  | Thomas R. Marshall         |
| 1916    | thắng   | Woodrow Wilson                  | Thomas R. Marshall         |
| 1920    | thua    | James M. Cox                    | Franklin D. Roosevelt      |
| 1924    | thua    | John W. Davis                   | Charles W. Bryan           |
| 1928    | thua    | Al Smith                        | Joseph Taylor Robinson     |
| 1932    | thắng   | Franklin D. Roosevelt           | John Nance Garner          |
| 1936    | thắng   | Franklin D. Roosevelt           | John Nance Garner          |
| 1940    | thắng   | Franklin D. Roosevelt           | Henry A. Wallace           |
| 1944    | thắng   | Franklin D. Roosevelt           | Harry S. Truman            |
| 1948    | thắng   | Harry S. Truman                 | Alben W. Barkley           |
| 1952    | thua    | Adlai Stevenson                 | John Sparkman              |
| 1956    | thua    | Adlai Stevenson                 | Estes Kefauver             |
| 1960    | thắng   | John F. Kennedy                 | Lyndon B. Johnson          |
| 1964    | thắng   | Lyndon B. Johnson               | Hubert Humphrey            |
| 1968    | thua    | Hubert Humphrey                 | Edmund Muskie              |
| 1972    | thua    | George McGovern                 | R. Sargent Shriver         |
| 1976    | thắng   | Jimmy Carter                    | Walter Mondale             |
| 1980    | thua    | Jimmy Carter                    | Walter Mondale             |
| 1984    | thua    | Walter Mondale                  | Geraldine Ferraro          |
| 1988    | thua    | Michael Dukakis                 | Lloyd Bentsen              |
| 1992    | thắng   | Bill Clinton                    | Al Gore                    |
| 1996    | thắng   | Bill Clinton                    | Al Gore                    |
| 2000    | thua    | Al Gore                         | Joe Lieberman              |
| 2004    | thua    | John Kerry                      | John Edwards               |
| 2008    | thắng   | Barack Obama                    | Joe Biden                  |
| 2012    | thắng   | Barack Obama                    | Joe Biden                  |
| 2016    | thua    | Hillary Clinton                 | Tim Kaine                  |
| 2020    | thắng   | Joe Biden                       | Kamala Harris              |
| 2024    | thua    | Kamala Harris                   | Tim Walz                   |

## Danh sách Đảng bộ Tiểu bang và Lãnh thổ
| - Alabama Democratic Party (Site Lưu trữ ngày 24 tháng 3 năm 2005 tại Wayback Machine) - Alaska Democratic Party (Site) - Arizona Democratic Party (Site) - Democratic Party of Arkansas (Site) - California Democratic Party (Site) - Colorado Democratic Party (Site Lưu trữ ngày 12 tháng 4 năm 2021 tại Wayback Machine) - Democratic State Central Committee of Connecticut (Site) - Delaware Democratic Party (Site) - Florida Democratic Party (Site) - Democratic Party of Georgia (Site Lưu trữ ngày 21 tháng 6 năm 2006 tại Library of Congress Web Archives) - Democratic Party of Hawaii (Site) - Idaho Democratic Party (Site) - Democratic Party of Illinois (Site) - Indiana Democratic Party (Site) - Iowa Democratic Party (Site) - Kansas Democratic Party (Site) - Kentucky Democratic Party (Site) - Louisiana Democratic Party (Site) - Maine Democratic Party (Site) - Maryland Democratic Party (Site) - Massachusetts Democratic Party (Site) - Michigan Democratic Party (Site) - Minnesota Democratic-Farmer-Labor Party (Site) - Democratic Party of the State of Mississippi (Site) - Missouri Democratic Party (Site) - Montana Democratic Party (Site) | - Nebraska Democratic Party (Site) - Nevada Democratic Party (Site) - New Hampshire Democratic Party (Site) - New Jersey Democratic State Committee (Site) - Democratic Party of New Mexico (Site) - New York State Democratic Committee (Site) - North Carolina Democratic Party (Site) - North Dakota Democratic-NPL Party (Site) - Ohio Democratic Party (Site) - Oklahoma Democratic Party (Site) - Democratic Party of Oregon (Site) - Pennsylvania Democratic Party (Site) - Puerto Rico Democratic Party (Site Lưu trữ ngày 24 tháng 6 năm 2008 tại Wayback Machine) - Rhode Island Democratic Committee (Site) - South Carolina Democratic Party (Site) - South Dakota Democratic Party (Site) - Tennessee Democratic Party (Site) - Texas Democratic Party (Site) - Utah Democratic Party (Site) - Vermont Democratic Party (Site) - Democratic Party of Virginia (Site) - Washington State Democratic Party (Site) - West Virginia Democratic Party (Site) - Democratic Party of Wisconsin (Site) - Wyoming Democratic Party (Site) |